# Aeropuerto Adolfo Suárez Madrid-Barajas
El Aeropuerto Adolfo Suárez Madrid-Barajas (IATA: MAD, OACI: LEMD), llamado hasta 2014 Aeropuerto de Madrid-Barajas, es un aeropuerto español público propiedad de Aena, situado a 12 km del centro de Madrid dirección noreste. Está ubicado en el distrito de Barajas, en el término municipal de Madrid y se extiende también por los municipios de Paracuellos de Jarama, San Sebastián de los Reyes y Alcobendas. Es el primer aeropuerto español por tráfico de pasajeros, carga aérea y operaciones, así como el cuarto de Europa y decimocuarto del mundo por número de pasajeros y el segundo aeropuerto más grande de Europa en tamaño físico, detrás del Aeropuerto Charles de Gaulle de París.

## Historia

### Inicios 1930-1945
El 23 de marzo de 1929 se publicó el pliego de condiciones para la realización de un concurso de elección de los terrenos para desarrollar el aeropuerto civil de Madrid. El concurso se cerró el 15 de abril y a él se presentaron cuatro propuestas: Carabanchel Alto, Getafe, Vallecas y Barajas, aceptándose finalmente esta última propuesta realizada por Rogelio Sol Mestre. La intención era sustituir a los aeródromos de Alcalá, Carabanchel y Getafe, y para ello se seleccionó una pradera baldía en el noreste de la capital en el entonces municipio de Barajas (que posteriormente fue absorbido por Madrid) de 493 fanegas (unas 320 ha), con buenas comunicaciones con la capital a través de la carretera de Francia (la actual A-2) y en una zona deshabitada y libre de obstáculos. La compra de los terrenos se firmó el 30 de julio de 1930 por un valor de 730 000 pesetas.
El 23 de julio se convocó un concurso para la redacción del proyecto del nuevo aeropuerto[cita requerida], habiéndose presentado siete proyectos distintos. El jurado del concurso (compuesto por diferentes profesionales civiles y militares) seleccionó la propuesta del ingeniero marqués de los Álamos[cita requerida] y del arquitecto Luis Gutiérrez de Soto. Las obras del aeropuerto comenzaron nada más tener disponibles los terrenos, empezando por la habilitación de la zona de aterrizaje y la instalación de un aerofaro de recalada (primera ayuda a la navegación aérea con la que contó el aeropuerto). El 14 de abril de 1930 se autorizó a las compañías CLASSA, CETFA, CASA y CEA a instalarse en el aeropuerto. Se abrió al tráfico aéreo nacional e internacional el 22 de abril de 1931, aunque las operaciones comerciales regulares tardaron dos años en comenzar a realizarse, pues el aeropuerto aún seguía en obras. Junto al campo de vuelos se construyó una pequeña terminal, con una capacidad para 30 000 pasajeros anuales, además de varios hangares y el edificio del Avión Club. El primer director del aeropuerto fue Jacobo Armijo y Fernández de Alarcón.
La primera línea regular la estableció la compañía Líneas Aéreas Postales Españolas (LAPE) con su línea a Barcelona. En los años 30 empiezan los vuelos internacionales. Al estallar la guerra civil española, LAPE suspende su plan de vuelos. Durante la contienda se realizan servicios bélicos y de transporte civil con París, Barcelona y la zona norte. Una vez terminada la guerra, Barajas recupera su condición de aeropuerto civil, con el aterrizaje el 12 de abril de 1939 de un avión alemán de compañía Lufthansa. El 1 de mayo de 1939, Iberia trasladó sus equipos desde Matacán (Salamanca) a Madrid-Barajas.
Originalmente, el campo de vuelos era un gran círculo bordeado de blanco con el nombre de Madrid en su interior, sin pavimentar, formado por suelo natural cubierto de hierba. Finalizada la Guerra Civil, se inicia el programa de expansión del aeropuerto en los años 40, con la creación de la sociedad Aeropuertos Transoceánicos Españoles (ATE). Se pavimenta el campo de vuelos y se diseñan nuevas pistas, la primera de las cuales entra en funcionamiento en 1944 (la 15-33) que contaba con 1,4 km de longitud y 48 metros de ancho. Al finalizar la década el aeropuerto tenía tres pistas, ninguna de las cuales existe en la actualidad.

### La era de la aviación comercial 1945-1980

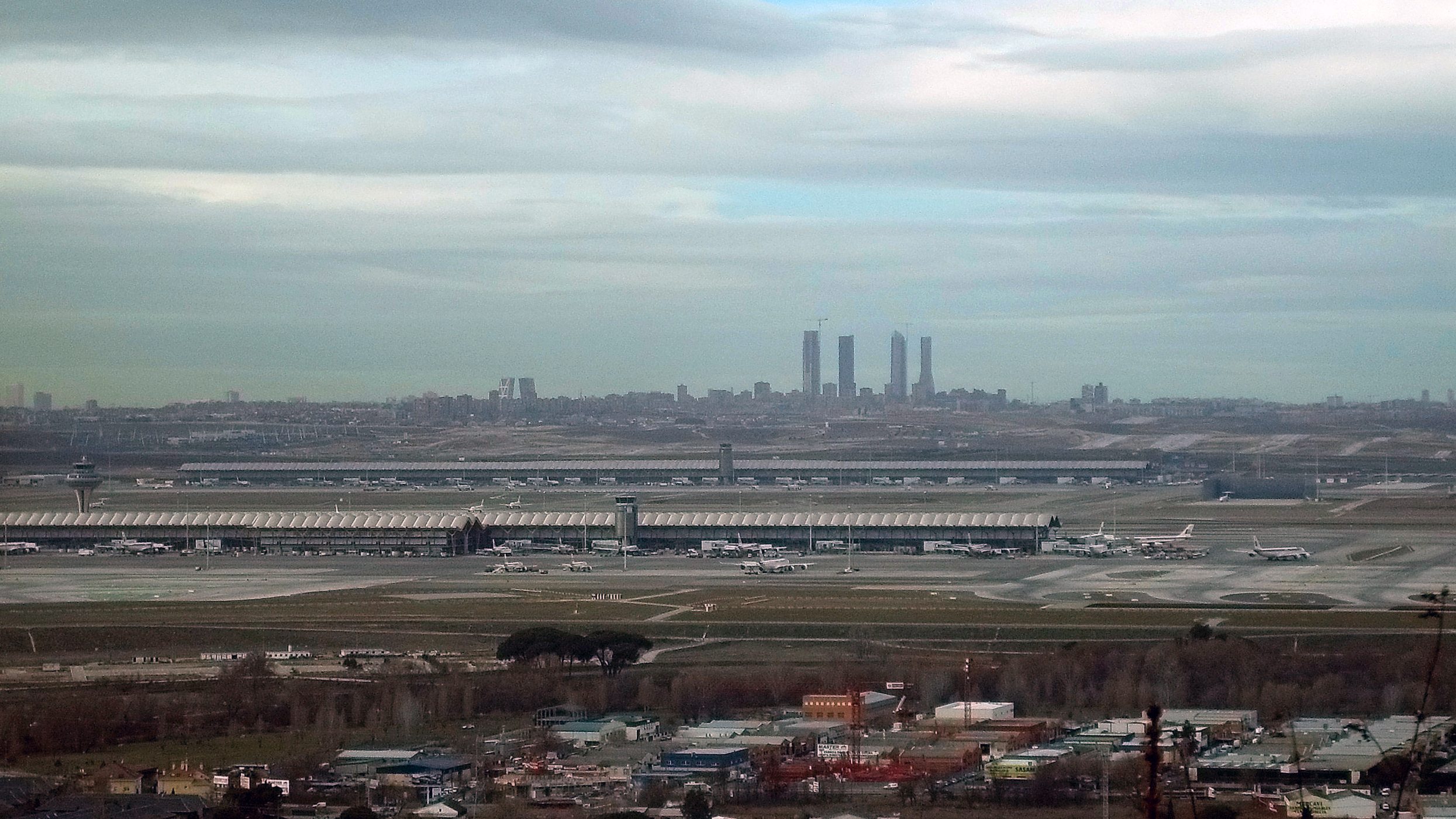
Vista desde el mirador de Paracuellos de Jarama. Al fondo, el norte de la ciudad de Madrid, con sus característicos rascacielos. Más adelante, el Aeropuerto de Madrid-Barajas. La cercanía del municipio al aeropuerto ha generado continuos conflictos por la molestia que supone el ruido de los aviones.

La apertura del régimen autárquico permitió un despegue del número de pasajeros así como de las infraestructuras del aeropuerto. En julio de 1946, Barajas queda abierto al tráfico internacional. En 1948 se prolonga la pista 15-33 hasta los 3050 m de longitud y 90 de anchura, instalándose a su vez un sistema de aterrizaje instrumental SCS-51. En los años 50 el aeropuerto supera el medio millón de pasajeros, aumenta a 5 el número de pistas y se inician las líneas regulares con Nueva York. En 1951 se inaugura la pista 01-19 de 2600 x 61 m. En 1953 se inicia la construcción de un nuevo edificio terminal, situado al norte del anterior, pero que finalmente no incluye la estación de ferrocarril que estaba proyectada. En el Plan de Aeropuerto de 1957 Barajas es clasificado como aeropuerto internacional de primera categoría. En 1959 se instalan en el aeropuerto las compañías ESSO y Campsa para el suministro de combustible.
Los grandes reactores aterrizan en Madrid-Barajas en los años sesenta y el crecimiento de tráfico, como consecuencia del turismo principalmente, desborda las previsiones. A principios del decenio, se alcanza el millón doscientos mil pasajeros, el doble de lo previsto en el Plan de Aeropuertos de 1957, lo que obliga a reformarlo en profundidad. La Terminal Nacional, actual T2, que se había comenzado a construir en 1953 se inaugura en estas fechas, y se modifican las pistas, creándose una disposición de dos pistas únicas cruzadas, la primera de las cuales, de 4,1 km de longitud entra en servicio en 1965. En septiembre de ese año se cambia el nombre del aeropuerto, pasando a adoptar: Aeropuerto de Madrid-Barajas. También se instalan las primeras ayudas radioeléctricas.
En 1969 se introdujo un sistema pionero de control de la avifauna mediante halcones perdigueros adiestrados, que evitan que las aves se aproximen al aeropuerto y causen destrozos en los aviones en los despegues y aterrizajes. El primer equipo de halconeros fue entrenado por Félix Rodríguez de la Fuente. Ese mismo año, se inauguró la terminal de carga y la plataforma de estacionamiento de aviones cargueros.
En los años 70, con el auge del turismo y la llegada del Boeing 747, el aeropuerto alcanza los 4 millones de pasajeros, y se inicia la construcción de la terminal internacional (actual T1). En 1974, Iberia introduce el puente aéreo entre Madrid y Barcelona, un servicio con múltiples frecuencias diarias cada poco tiempo sin reserva previa.
El mundial de fútbol de 1982 trae consigo importantes reformas para el aeropuerto, con la ampliación y reforma de las dos terminales existentes.

### Saturación y ampliación 1980-2000
Las ampliaciones de los años 1980 se habían hecho pensando que no se saturarían hasta el año 2000, sin embargo, el crecimiento sostenido del tráfico tras la liberación del mercado aéreo ya hace pensar en 1989 en la necesidad de hacer algo para evitar que el aeropuerto se colapse completamente en 1992. Se propone como solución crear un nuevo aeropuerto en Campo Real y cerrar el de Barajas. Ya en 1988 presentó problemas graves de saturación ante la incapacidad de la Dirección General de Aviación Civil (que entonces gestionaba el aeropuerto) para resolverla. El debate gira en torno a dos soluciones distintas: ampliación de las instalaciones existentes, o bien la construcción de un nuevo aeropuerto. Se optó por la primera solución y en 1991 se redacta un Plan Director del aeropuerto de Madrid-Barajas, con un Plan de Infraestructuras hasta un horizonte de quince años y un plan de acción inmediato para responder a las insuficiencias detectadas en 1990. En 1992, se acuerda la ampliación del aeropuerto con el denominado «Plan Barajas», que recogía la primera fase propuesta por el Plan Director con un horizonte de capacidad para el año 2010, y que incluía entre otras la construcción de una nueva pista, una nueva torre de control, un nuevo edificio terminal, plataformas y sistemas de transporte.
En los años 1990 el aeropuerto sufre más ampliaciones. En 1994 se construye la terminal de carga, el edificio de interconexión entre la Terminal Internacional y la Terminal Nacional, y el remozamiento de la torre de control.
En 1997 se inaugura el «Dique Norte», que es usado como terminal exclusivo de Iberia para vuelos Schengen. En 1998 se inaugura la nueva torre de control, de 71 m de altura, y en 1999 el nuevo «Dique Sur», que supone una ampliación de la terminal internacional. Por estas fechas se cambia la distribución de las terminales: El dique sur y la mayor parte de la Terminal Internacional pasan a llamarse T1; el resto de la Terminal Internacional y la Terminal Nacional se denominan ahora T2 y el dique norte se denomina T3.

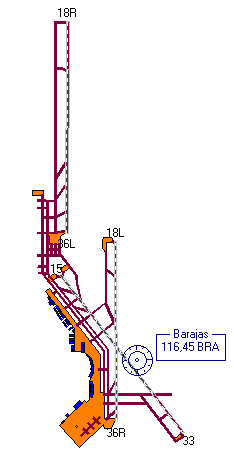
Configuración de pistas del aeropuerto tras la apertura de la pista 18R-36L en 1998

El 31 de octubre de 1998 se inaugura la nueva pista 18R-36L, que sustituye a la anterior 18-36, que queda fuera de servicio), de 4400 m de longitud x 60 de ancho, lo que la convierte en la más larga de Europa. La pista entra en servicio real el 5 de noviembre de ese año.
En 1999 el Metro de Madrid enlaza el aeropuerto con Mar de Cristal a través de la Línea 8, llegando a Nuevos Ministerios en 2002. Esto es el resultado de un viejo proyecto anunciado desde 1989 de unir Barajas y el centro de Madrid con un tren de lujo, que tras la presión del empresariado madrileño se convirtió en una línea de metro convencional.

### El «Plan Barajas» 2000-2010
En el año 2000, el aeropuerto se encuentra al borde de la saturación tras años de intenso crecimiento del tráfico que soporta. En ese año se inicia la ejecución de la ampliación del aeropuerto, en la forma de un macroproyecto conocido como «Plan Barajas». El plan consistía básicamente en construir un edificio terminal, un edificio satélite dependiente del nuevo terminal, dos nuevas pistas (paralelas a las existentes en ese momento), dos grandes plataformas en torno a los nuevos edificios terminales, nuevos aparcamientos y vías de acceso al aeropuerto, soterramiento de la M-111 por debajo de las pistas, un tren automático para la conexión entre el terminal y el satélite dentro de un túnel de servicios aeroportuarios, así como un sistema de tratamiento automatizado de equipajes en los nuevos terminales. Asociado llevaba la ampliación de la central eléctrica del aeropuerto, el desvío del río Jarama, calles de rodadura en las nuevas infraestructuras, nuevas ayudas a la navegación aérea y una nueva torre de control.
Nueva área terminal: Consistió en la construcción de los nuevos terminales T4 y su satélite, la T4S, proyectadas por los arquitectos Estudio Lamela y Richard Rogers Partnership (ganador este último del Premio Stirling de 2006 por este proyecto) y las ingenierías Initec (Empresa Nacional de Ingeniería) y Carillion (ganadores del Premio IStructE de Estructuras Comerciales de 2006 por este proyecto) fue construido por Acciona, Dragados, Ferrovial, OHL y Sacyr. Incluye un sistema automatizado de tratamiento de equipajes, un tren subterráneo para el traslado de pasajeros, equipajes y equipos aeroportuarios entre el terminal y su satélite. La terminal 4 cuenta con 470 000 m², 38 posiciones de contacto y capacidad para 35 millones de pasajeros al año, mientras que el edificio satélite cuenta con 290 000 m², 26 posiciones de contacto y capacidad para 15 millones de pasajeros al año. Ambos edificios están separados 2,5 km. El 4 de febrero de 2006, la terminal 4 fue inaugurada por el entonces Presidente del Gobierno de España José Luis Rodríguez Zapatero.
Nuevas pistas: Se construyeron dos nuevas pistas paralelas a las existentes, que se denominaron 15L/33R (en la actualidad 14L/32R) y 18L/36R, con lo que se consiguió incrementar la capacidad del campo de vuelos hasta 120 operaciones a la hora.
En el año 2002, se inauguran los servicios de facturación en la estación de metro de Nuevos Ministerios, en el corazón del centro financiero de la ciudad (AZCA) y a poca distancia del centro histórico (apenas un par de paradas en metro); este servicio fue clausurado en 2005. Era un complemento a la línea 8 del metro. Las nuevas terminales y las pistas se completan en 2004, pero retrasos administrativos y de equipamiento, así como la polémica sobre la redistribución de las terminales provocan que no entren en servicio hasta el 5 de febrero de 2006.

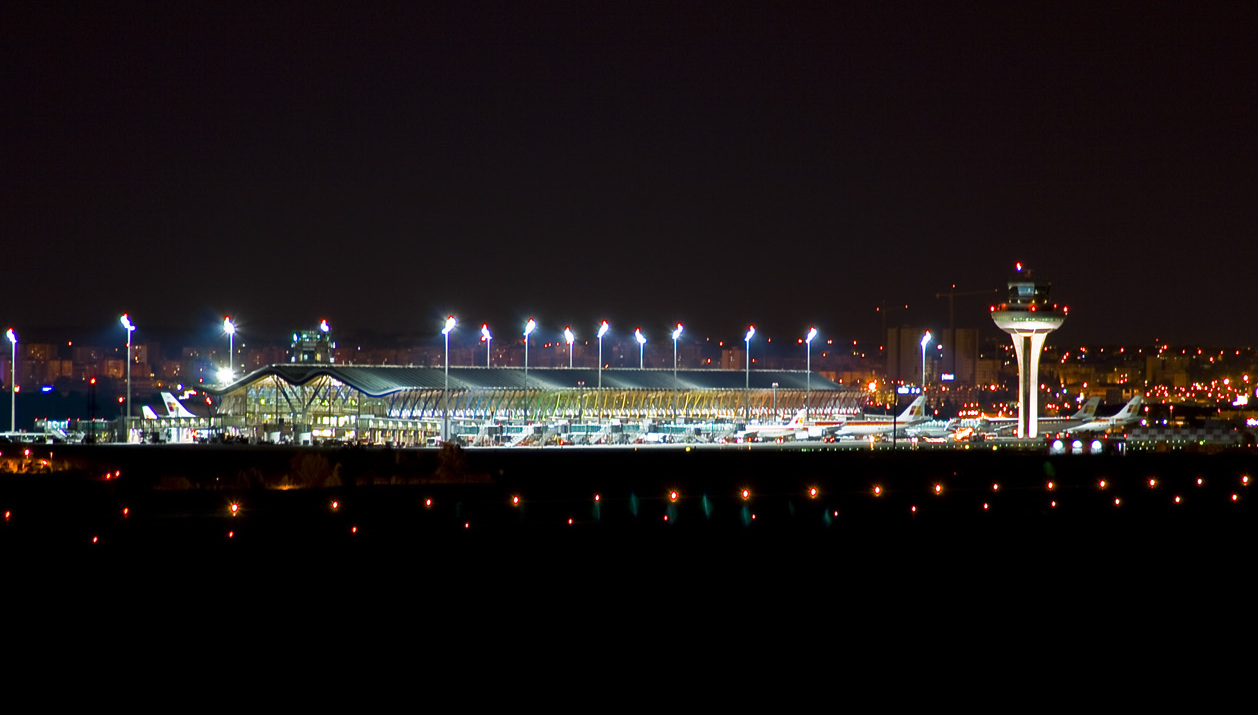
Vista nocturna

En octubre de 2006 salió a concurso el proyecto para construir una línea de Cercanías Renfe que uniera el aeropuerto con las estaciones de Chamartín y con ella la de Atocha-Cercanías con fecha de terminación inicialmente prevista para 2009 y finalmente inaugurada en 2011 como Línea C-1.
Con esta nueva ampliación, Madrid-Barajas alcanza una capacidad máxima de 70 millones de pasajeros anuales, una superficie disponible en terminales de 940 000 m², 104 posiciones de estacionamiento de contacto para aeronaves y de 21 800 plazas de aparcamiento. En 2007, el aeropuerto cruzó la barrera de los 50 millones de pasajeros que viajaron a través de él. La cifra concreta fue de 52 143 275 personas.

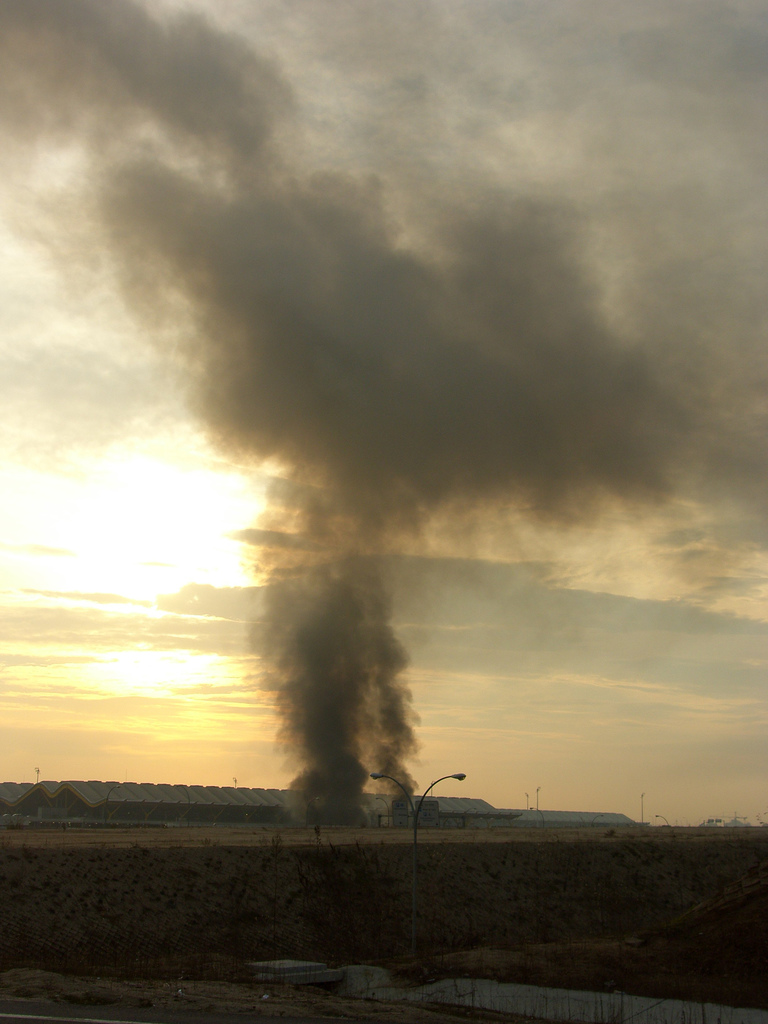
Columna de humo en el aeropuerto tras la explosión de un coche bomba el 30 de diciembre de 2006

El 30 de diciembre de 2006 hubo un atentado terrorista en Barajas. Una furgoneta bomba estalló en el módulo D del estacionamiento de la T4, causando el colapso de dicho módulo e innumerables daños materiales, así como una veintena de heridos y dos muertos, Carlos Alonso Palate y Diego Armando Estacio, ambos de origen ecuatoriano. El atentado fue reivindicado por el grupo terrorista ETA.
El aeropuerto fue elegido mejor aeropuerto del año 2008 por los lectores de la revista Condé Nast Traveller El 9 de enero de 2009 el aeropuerto tuvo que ser cerrado durante 5 horas a consecuencia de la nieve caída esa mañana. A los problemas causados por la nieve se sumaron los conflictos laborales de los pilotos de la compañía Iberia y la de los controladores de Aena, causando cierto caos durante varios días en el aeropuerto.
El 1 de agosto de 2015, la aerolínea dubaití Emirates inauguró su ruta Dubái-Madrid con el Airbus A380, siendo la primera vez que este avión operaba en Barajas. Antes de esto, la ruta era cubierta por el Boeing 777.
El 26 de marzo de 2014 se publica una orden ministerial del Ministerio de Fomento por la cual el aeropuerto pasa a llamarse Aeropuerto Adolfo Suárez Madrid-Barajas. El renombramiento buscó homenajear a Adolfo Suárez, primer presidente del gobierno de España tras la restauración de la democracia y reconocido como uno de los artífices de la Transición española. fallecido el 23 de marzo de 2014, pocos días antes de la decisión del cambio de nombre.

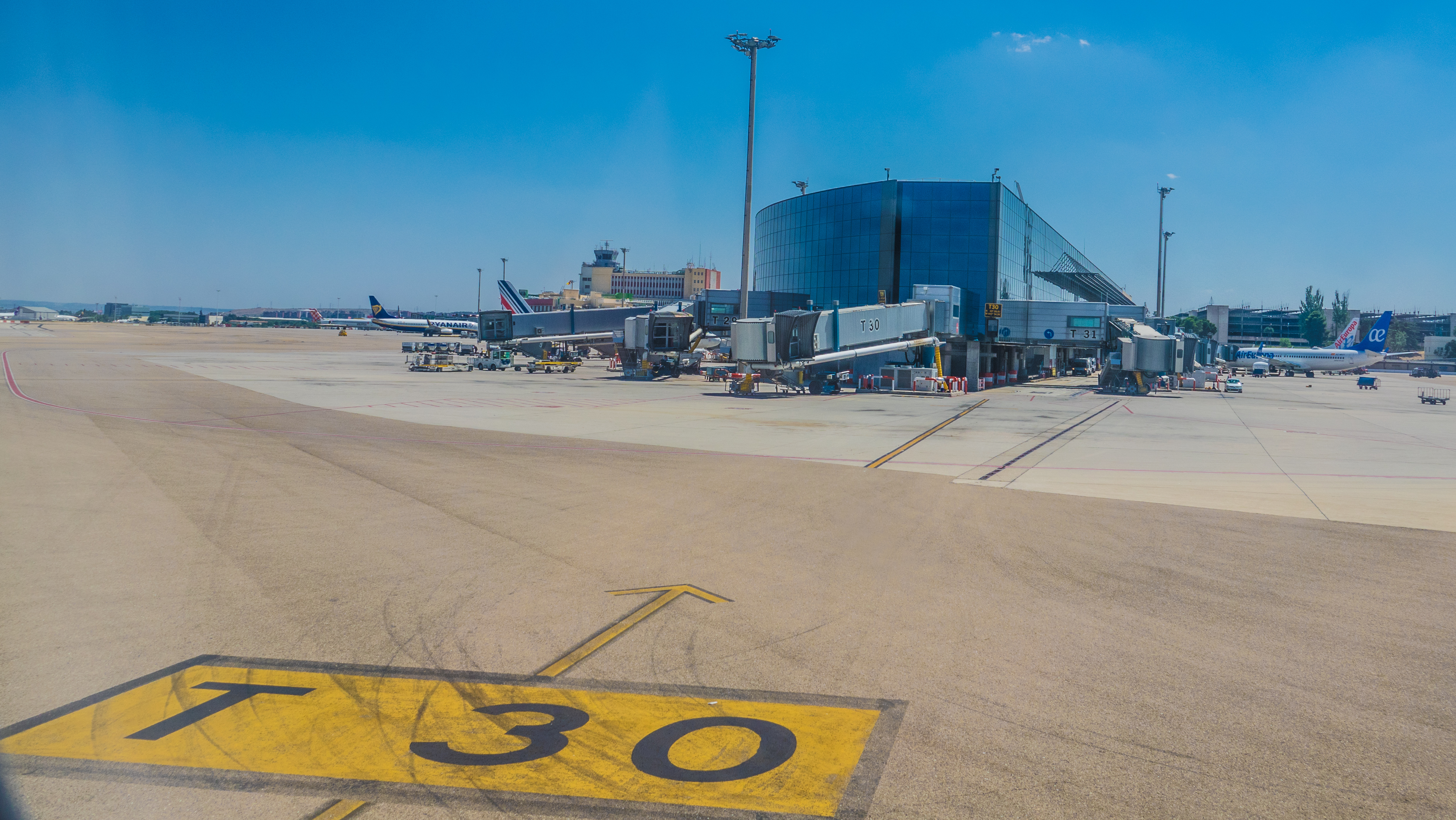
Terminal 3 desde el lado aire

Además de tener muy buenas conexiones con casi todos los aeropuertos españoles, es el aeropuerto europeo que más conexiones tiene con Hispanoamérica, gracias a que Iberia, la compañía líder entre Europa y América Latina, ha hecho de la T4 su centro de conexión. La ruta que une Madrid-Barajas con el Aeropuerto Josep Tarradellas Barcelona-El Prat (el conocido como Puente Aéreo), fundado por Iberia en 1974 es la ruta entre dos aeropuertos que tiene mayor número de vuelos a la semana de todo el mundo, aunque tras la apertura en 2008 de la Línea de Alta Velocidad Madrid-Barcelona el tráfico se ha reducido notablemente en esta ruta, llegando el tren de alta velocidad a acaparar el 50 % del total de pasajeros entre las dos ciudades.
En 2007 tuvo un tráfico 52,1 millones de pasajeros, lo que lo convirtió en el cuarto de Europa. Sin embargo, el número de pasajeros descendió a poco más de 50 millones al año siguiente. El número de pasajeros ha crecido significativamente desde que se inauguró la ampliación del aeropuerto en 2006 y cabe destacar que ya en 2007 desbancó al aeropuerto neerlandés de Schiphol (Ámsterdam) como cuarto aeropuerto europeo en número de pasajeros. En 2010 el aeropuerto volvió a subir hasta los 50 millones de pasajeros.
Hasta el año 2010, Aena no proporcionaba datos desagregados del beneficio o pérdidas generado por cada aeropuerto de su red, pero según datos proporcionados por la propia Aena a una publicación específica del sector, en el año 2004 el Ebitda de Madrid-Barajas (incluyendo los elevados costes de navegación aérea inherentes al aeropuerto) fue de 173 millones de euros, lo que lo convertía en el que obtenía el mayor margen bruto de explotación. Sin embargo, el aeropuerto registra pérdidas netas, debido al elevado importe que representan las amortizaciones y coste del capital que afrontan los grandes aeropuertos españoles, inmersos históricamente en una permanente crisis de crecimiento. En el año 2009, tanto Barajas como El Prat (Barcelona), registraron incluso pérdidas operativas, aun sin contabilizar amortizaciones y depreciaciones.
En el aeropuerto tienen base de operaciones las aerolíneas Iberia (que es la aerolínea dominante en el aeropuerto ya que mueve casi la mitad de los pasajeros totales), Air Europa, Air Nostrum, Vueling Airlines, EasyJet, Ryanair, Wamos Air, Swiftair y Gestair Cargo. Las tres primeras utilizan el aeropuerto como centro de conexiones entre vuelos.

### Ampliación 2025-2031
En 2024, el presidente del Gobierno, Pedro Sánchez, anunció en la feria internacional de turismo Fitur de Ifema el proyecto de reforma y ampliación del aeropuerto con una inversión de 2400 millones €, dedicados a ampliar las puertas de embarque de la T4S y zona de controles de la T4 (unos 1700 millones €) y a unificar y remodelar los edificiones de las terminales T1, T2 y T3, a las que se accederá desde un edificio de controles común (alrededor de 700 millones €).
En 2025 se iniciaron las obras preliminares en la terminal 4, consistentes en desplazar y distribuir a lo largo del lineal toda la zona de filtros de seguridad, en lugar de mantenerla concentrada en pocos puntos. El objetivo es ampliar la capacidad real de procesamiento de pasajeros como paso previo a la posterior ampliación de la terminal satélite T4S.
La primera fase de las obras se desarrollará entre 2025 y 2027 e implicará la ampliación de la terminal 4 satélite (T4S), con la instalación de nuevas pasarelas de embarque, a fin de incrementar las operaciones y la capacidad de pasajeros.
La segunda fase de las obras se desarrollará entre 2027 y 2031 e implicará la integración de la T1, T2 y T3 en una única terminal operativa mediante la construcción de un edifico procesador común. Esta estructura permitirá gestionar volúmenes mayores de pasajeros y consolidar rutas intercontinentales estratégicas, particularmente a Asia‑Pacífico. Se estima que con estas mejoras el aeropuerto aumentará su aportación al PIB de la Comunidad de Madrid hasta un 12 %, frente al 9,3 % actual.
Según el Documento de Regulación Aeroportuaria (DORA II y III), la ejecución completa de las obras se espera que finalice en 2031, con la meta de alcanzar una capacidad anual de 80 millones de pasajeros en T4/T4S (en comparación con los cerca de 60 millones registrados en 2024).
En 2025, ya se ha finalizado la construcción de una planta fotovoltaica en Barajas, una de las más grandes del mundo instaladas en un aeropuerto. Con una potencia instalada de aproximadamente 142 MWp (potencia nominal de 120 MW), la planta cuenta con más de 235 000 paneles solares que generan unos 212 GWh anuales, cantidad suficiente para abastecer a unos 65 000 hogares al año. Ocupa una superficie equivalente a 353 campos de fútbol y forma parte del Plan Fotovoltaico de Aena, cuyo propósito es alcanzar el 100 % de abastecimiento eléctrico con energías renovables en todos sus aeropuertos hacia 2026.
En paralelo a estas obras aeroportuarias, la Comunidad de Madrid comenzó, en 2025, las obras para la ampliación de la línea 5 de Metro de Madrid, con un presupuesto de 181 millones €, con el objetivo de conectar, en 2028, la estación de Alameda de Osuna con la estación de Aeropuerto T1-T2-T3 de la línea 8. En 2026, se espera la llegada del tren de alta velocidad a la terminal 4.

### Ciudad aeroportuaria, polo logístico y zona comercial
En 2018, el ministro de Fomento, Íñigo de la Serna, presentó un plan inmobiliario para transformar el aeropuerto Adolfo Suárez Madrid-Barajas en un espacio urbano-industrial-comercial integrado a lo largo de 40 años, con una inversión total de 3000 millones de euros, que implica construir hoteles, oficinas, zonas comerciales y de ocio, zonas verdes, nuevos hangares e infraestructura logística en los terrenos disponibles junto al aeropuerto. Aena retiene la propiedad del suelo y lo cede a un único operador privado, mediante concesión, que se encarga de financiar, construir y gestionar el desarrollo. El plan se articula en tres zonas diferenciadas y parte con varios años de retraso, según Aena, por «restricciones de carácter administrativo», al ser esta una empresa semipública.
- Zona de usos mixtos (ciudad aeroportuaria) en unos terrenos de 62 ha junto a la terminal T4, con una edificabilidad prevista de 652 000 m², accesible a pie desde la terminal, en la que se construirán oficinas corporativas, hoteles, las sedes de Aena y Enaire, espacios comerciales y espacios verdes orientados a usuarios del aeropuerto y trabajadores.[57][59]

- Polo logístico y de carga aérea, concebido como el mayor centro de logística aérea de España, en una zona de cerca de 257 ha, con una primera zona conectada directamente con la autovía A-2 y el Corredor del Henares y una segunda zona entre las pistas 32R y 32L, donde hoy está la zona de mantenimiento de Iberia y una mina de sepiolita. Se estima una edificabilidad de 1,4 millones de m², destinados a centros de almacenaje, naves de distribución, truck centers, servicios al transportista, puntos de control, oficinas de apoyo y actividades logísticas de alta especialización, hangares, talleres y servicios auxiliares para aerolíneas. También contaría con una tercera zona al norte de la T4, en paralelo a la pista 36L.[57][60]

- Zona comercial y de ocio, al norte de la terminal T4, sobre unas 57 ha, con 341 000 m² edificables y más 298 000 m² de zonas verdes, destinados a albergar un centro comercial temático, oferta gastronómica, zonas wellness, un museo aeronáutico y miradores panorámicos para observar el tráfico aéreo.[57][61]

## Atención médica
El aeropuerto tiene adscrito al Hospital Universitario Ramón y Cajal de Madrid como hospital de referencia para las urgencias médicas y quirúrgicas que necesiten atención hospitalaria.
Además el propio aeropuerto cuenta, adscrito al Servicio Médico Aeroportuario, salas médicas y personal sanitario, para dar cobertura a pasajeros en tránsito que necesiten atención sanitaria. Cuenta también con 75 Puntos de Rescate Cardíaco dotados de desfibriladores en caso de parada cardiorrespiratoria.

## Ubicación y comunicaciones
El aeropuerto se sitúa al noreste de Madrid, en el distrito de Barajas, aunque el sistema aeroportuario se extiende también por los municipios de Alcobendas, San Sebastián de los Reyes y Paracuellos de Jarama. El aeropuerto entró en servicio el 22 de abril de 1931, aunque hubo vuelos de prueba en los terrenos donde se asentaría el aeropuerto desde 1928.
La T4, la más reciente, está separada más de 2 kilómetros de las terminales T1, T2 y T3. Para la comunicación entre todas las terminales, Aena ha dispuesto un servicio gratuito de autobús (Airport Shuttle).
A su vez, los dos edificios de los que se compone la terminal 4: el principal y su satélite, al estar separados por más de un kilómetro y al tener entre ellos una de las pistas, están comunicados por un tren neumático eléctrico sin conductor que realiza el recorrido por una galería subterránea.

### Acceso en taxi
Todas las terminales disponen de paradas de taxi en el exterior de las áreas de llegadas correctamente señalizadas. Las tarifas son fijas para todos los trayectos entre el Aeropuerto y la ciudad de Madrid, independientemente del número de pasajeros y la distancia recorrida. Así, si el destino del viaje está dentro de la M-30, el precio es de 33 euros, mientras que si el destino está en el área exterior de la M-30, el precio es de 20 euros para recorridos de hasta 9,5 km. Superados los 9,5 km, el taxímetro continuará contabilizando en la tarifa que corresponda.
Los taxis oficiales son blancos con bandas rojas y escudos del Ayuntamiento de Madrid en las puertas.

### Acceso en VTC (Uber, Cabify & Bolt)
Todas las terminales cuentan con plazas (rojas) de recogida de servicios de VTC tanto privados como de aplicaciones como Uber, Cabify y Bolt, situadas en los aparcamientos de cada terminal cuyo acceso está señalizado y las respectivas aplicaciones muestran como llegar a él, la mayoría de los coches son negros pero también hay de varios colores, el distintivo común es la matrícula de color azul y una etiqueta roja con estrellas blancas en el cristal posterior, lo que los identifica como servicio de transporte VTC oficial de la Comunidad de Madrid.

### Acceso en autobús
La forma más barata y cómoda de acceder al aeropuerto desde la ciudad es en autobús.

#### Autobuses urbanos
Existen diversas líneas de la EMT de Madrid que conectan el aeropuerto con distintos puntos de la ciudad. Los billetes se obtienen a bordo del autobús o validando el abono correspondiente (en caso de que se permita).
| Línea             | Cabecera           | Aeropuerto    | Terminal      | Tarifa                                             | Inauguración            |
| ----------------- | ------------------ | ------------- | ------------- | -------------------------------------------------- | ----------------------- |
| 101               | Canillejas         | T1-T2-T3      | Barajas       | 1,5 € Billete sencillo 12,2 € Metrobús 10 billetes | 23 de mayo de 1990      |
| 200               | Avenida de América | T1-T2-T3 y T4 | Aeropuerto T4 | 1,5 € Billete sencillo 12,2 € Metrobús 10 billetes | 13 de noviembre de 2004 |
| Exprés Aeropuerto | Atocha             | T1-T2-T3 y T4 | Aeropuerto T4 | 5 €                                                | 5 de noviembre de 2010  |
| Nocturnos         |                    |               |               |                                                    |                         |
| Exprés Aeropuerto | Cibeles            | T1-T2-T3 y T4 | Aeropuerto T4 | 5 €                                                | 5 de noviembre de 2010  |

Los autobuses que operan la línea 200 están diseñados específicamente para el trayecto, disponen de portaequipajes y operan en un horario mucho más amplio que el resto de líneas de la EMT.
La línea Exprés Aeropuerto (numerada como 203), sale de la estación de Atocha, con paradas en: plaza de Cibeles y O'Donnell. Desde allí va directamente al aeropuerto de Barajas con parada en las terminales 1, 2 y 4. La línea funciona 24h al día los 365 días del año, no son válidos en esta línea ni los metrobús ni los abonos transporte o turísticos. De noche, la cabecera está en la plaza de Cibeles, conectando con todas las líneas de autobuses nocturnos de Madrid (numerada como N27).
Todos los autobuses urbanos de Madrid (EMT) permiten pago con tarjeta del importe del billete, ya sea 1,50 € o 5,00 €. El cambio máximo disponible, sin embargo, es de un billete de 5 euros en general y de 20 euros en las líneas cuyo precio es de 5,00 €

#### Autobuses interurbanos
Las líneas interurbanas operadas por empresas privadas y gestionadas por el Consorcio Regional de Transportes de Madrid conectan las distintas terminales con municipios cercanos. Los billetes se obtienen a bordo del autobús o validando el abono correspondiente.
| Línea | Cabecera      | Aeropuerto | Terminal                              | Tarifa                                              | Operador |
| ----- | ------------- | ---------- | ------------------------------------- | --------------------------------------------------- | -------- |
| 822   | Aeropuerto T1 | T1         | Coslada - San Fernando de Henares     | 2 €                                                 | Avanza   |
| 824   | Aeropuerto T2 | T1-T2      | Torrejón de Ardoz - Alcalá de Henares | 2,6 € Torrejón 3,6 € Alcalá                         | ALSA     |
| 827   | Canillejas    | T4         | Alcobendas - UAM - Tres Cantos        | 1,5 € Madrid 2 € Alcobendas - UAM 2,6 € Tres Cantos | Montes   |
| 828   | Canillejas    | T4         | Alcobendas - UAM                      | 1,5 € Madrid 2 € Alcobendas - UAM                   | Montes   |

#### Autobuses de largo recorrido
Las líneas de largo recorrido operadas por empresas privadas y gestionadas por Ministerio de Transportes conectan las distintas terminales con ciudades de todo el país. Los billetes se obtienen bien a través de la página web del operador o en las zonas de atención al cliente destinadas en las inmediaciones de la estación.
| Línea   | Cabecera           | Aeropuerto | Destinos                                                                                 | Billetes              |
| ------- | ------------------ | ---------- | ---------------------------------------------------------------------------------------- | --------------------- |
| VAC-022 | Avenida de América | T4         | Soria / Logroño                                                                          | www.alsa.es           |
| VAC-046 | Aeropuerto         | T4         | Ponferrada / Lugo / Ferrol / La Coruña / Santiago de Compostela                          | www.alsa.es           |
| VAC-051 | Aeropuerto         | T1 y T4    | Cáceres / Valencia / Castellón                                                           | www.avanzabus.com     |
| VAC-055 | Aeropuerto         | T4         | Albacete / Murcia / Cartagena / Alicante / Benidorm / Denia / La Manga / Águilas / Lorca | www.alsa.es           |
| VAC-092 | Aeropuerto         | T4         | Granada                                                                                  | www.alsa.es           |
| VAC-099 | Avenida de América | T4         | Zaragoza / Barcelona                                                                     | www.alsa.es           |
| VAC-157 | Avenida de América | T4         | Burgos / Santander / Bilbao / Miranda de Ebro / Vitoria / San Sebastián / Irún           | www.alsa.es           |
| VAC-160 | Aeropuerto         | T4         | Valladolid / Palencia / León / Oviedo / Gijón                                            | www.alsa.es           |
| VAC-208 | Avenida de América | T4         | Logroño / Pamplona                                                                       | jimenezmovilidad.es   |
| VAC-214 | Aeropuerto         | T1         | Sevilla / Huelva / Ayamonte                                                              | socibusventas.es      |
| VAC-215 | Aeropuerto         | T1         | Andújar / Córdoba / Jerez de la Frontera / Cádiz / San Fernando                          | socibusventas.es      |
| VAC-216 | Aeropuerto         | T4         | Almería / Roquetas de Mar                                                                | www.busbam.com        |
| VAC-223 | Aeropuerto         | T1 y T4    | Ávila                                                                                    | www.jimenezdorado.com |
| VAC-242 | Avenida de América | T4         | Aranda de Duero                                                                          | www.alsa.es           |
| VAC-259 | Aeropuerto         | T1 y T4    | Salamanca                                                                                | www.monbus.es         |

#### Autobuses internacionales
Algunos operadores realizan trayectos internacionales, a Portugal, Francia, Italia, Alemania, Andorra, entre otros. Destacan los operadores:
- ALSA
- FlixBus
- BlaBlaCar
- Gipsyy

### Acceso en metro
La línea 8 del Metro de Madrid une la estación de Nuevos Ministerios con las estaciones Aeropuerto T1-T2-T3 y Aeropuerto T4 en unos 20 min. Además, para 2028 se espera que concluyan las obras de ampliación de la línea 5 para conectar la estación de Alameda de Osuna con la estación de Aeropuerto T1-T2-T3 de la línea 8.
Para entrar o salir de cualquiera de las dos estaciones es necesario un suplemento de 3 € que puede comprarse por separado o añadirse al abono correspondiente. Los usuarios de Abono Transportes no pagan suplemento. Barajas, al igual que el Aeropuerto de Barcelona y el Aeropuerto de Heathrow (Londres), es uno de los tres únicos aeropuertos europeos con varias estaciones de metro. Madrid-Barajas y Barcelona-El Prat cuentan con dos cada una y el de Heathrow con tres. 

### Acceso en tren
Desde el día 23 de septiembre de 2011, la terminal 4 tiene estación de Cercanías Madrid, operada por la línea C-1.
En 2021, el MITMA da el visto bueno a la construcción de una línea de alta velocidad entre la estación de Chamartín y el aeropuerto aprovechando los túneles de cercanías. Las obras se adjudicaron en 2023 de cara a finalizar en 2025. De esta forma, el aeropuerto de Barajas quedará integrado en 2026, no solo en la red de Cercanías Madrid, sino también en toda la red de alta velocidad ferroviaria de España, operada principalmente por servicios Renfe AVE, Renfe Avlo, Ouigo España e iryo.

## Características técnicas

### Operativas
El aeropuerto de Madrid-Barajas es un aeropuerto H24 (abierto 24 horas) pero las operaciones en él sufren algunas restricciones. Está prohibido su uso por aeronaves sin radiocomunicación y helicópteros.
Además se prohíbe la operación de despegue y aterrizaje de aeronaves clasificadas a partir de CR-4 (es decir, con una cuota de ruido de nivel 4 o más). A su vez existen restricciones parciales para otras aeronaves entre las 23:00 y las 7:00.
Algunas aeronaves tienen restricciones nocturnas en el uso de las APU: Ilyushin (todos los modelos), DC-8 (todos los modelos), Fokker 50, McDonnell Douglas MD-80 (todos los modelos), MD-11, Boeing 747 (todos los modelos), Bombardier CRJ200, Embraer 120, Boeing 717 y Boeing 727. Las siguientes tienen además restricciones en los procedimientos de salida: Antonov 72, Antonov 124, Airbus A340-600, Boeing 727, Boeing 737-100, Boeing 737-200, Boeing 747, Douglas DC-8, McDonnell Douglas DC-10, Ilyushin 62, Lockheed L-1011, McDonnell Douglas MD-11, Tupolev 134, British Aerospace BAe 125, North American Sabreliner y Yakovlev Yak-42.

### Aeródromo

#### Edificios
El aeropuerto de Barajas consta de tres edificios terminales, un edificio satélite y dos diques (uno de los cuales puede casi considerarse una terminal), además de una terminal dedicada exclusivamente a carga. La división espacial utilizada en la nomenclatura del aeropuerto (T1, T2, T3, T4 y T4-S) no coincide exactamente con la división real arquitectónica del aeropuerto. Además y desde inicios del 2013 además cuenta con una terminal de Aviación Ejecutiva que fue remodelada de antiguas instalaciones, mediante una concesión a un consorcio formado por Gestair y Multiservicios Aeroportuarios.
- Antigua Terminal Internacional o Terminal 1 : cuenta con 16 puertas de embarque y se halla dividido entre el T1 (puertas B20 a B33, correspondientes a la zona no Schengen) y el T2 (puertas C34 a C43, correspondiente a la zona Schengen).
- Antigua Terminal Nacional o Terminal 2: es el más antiguo de los que se encuentran en operación en el aeropuerto. Fue unido al terminal nacional por un edificio de interconexión, que le permitió aumentar en 4 nuevas puertas de embarque. Cuenta con 22 puertas de embarque (puertas C43 a C50 y D53 a D66).
- Dique Norte o Terminal 3: terminal integrado en el edificio del Dique Norte que en la práctica sólo se trata de un área de facturación separada (sin operaciones propias en la actualidad), puesto que tanto las salas de embarque como de recogida de equipajes están integradas en el T2. El dique norte se planteó como una extensión del terminal nacional, al cual aportaba once mostradores de facturación, cinco cintas de recogida de equipajes y 20 puertas de embarque.
- Dique Sur: Es un edificio anexo a la terminal T1, planteado como una extensión del mismo. Cuenta con 10 puertas de embarque (puertas A1 a A14), 5 de ellas con fingers. Incluido íntegramente dentro del T1.
- Terminal 4: Denominado T4, cuenta con 6 plantas, 3 sobre rasante y 3 bajo rasante. En la primera planta cuenta con 22 cintas de recogida de equipajes divididas entre 2 salas, 10 y 11, la primera destinada a vuelos de llegada internacionales y la segunda a vuelos de llegada nacionales. Cuenta con 2 cintas dobles y 2 cintas para recogida de equipajes especiales. La primera planta cuenta con 76 puertas de embarque.
- Terminal 4 Satélite: Denominado T4-S. Cuenta con tres plantas sobre rasante. La primera está dedicada a salidas Schengen y cuenta con 19 puertas de embarque. La segunda está dedicada a salidas internacionales, cuenta con 48 puertas de embarque. La tercera está dedicada a recibir los vuelos de llegadas internacionales por lo que cuenta con los filtros de seguridad adecuados para tal fin.

#### Terminales
| Terminal | Puertas | Mostradores de facturación | Puertas de embarque | Pasarelas | Cintas de recogida de equipajes | Superficie útil |
| -------- | ------- | -------------------------- | ------------------- | --------- | ------------------------------- | --------------- |
|          |         | 170                        | 43                  | 17        | 15                              | 90 110          |
|          |         | 99                         | 20                  | 11        | 12                              | 85 165          |
|          |         | 20                         | 21                  | 12        | 5                               | 23 046          |
|          |         | 185                        | 76                  | 38        | 22                              | 470 000         |
|          |         | 0                          | 67                  | 26        | 0                               | 286 984         |
| Total    | Total   | 474                        | 227                 | 104       | 54                              | 955 305         |

Mapa del aeropuerto

- T1: Puertas A, B y C, esta última hasta la C42. Cuenta con 170 mostradores de facturación, incluyendo las automáticas, y dispone de un total de 43 puertas de embarque. Cuenta asimismo con dos salas de llegadas cada una con ocho y siete cintas de recogida de equipajes respectivamente. Está formada por parte del antiguo Terminal Internacional y el nuevo Dique Sur.
- T2: Puertas C, desde la C43 en adelante, y D. Además de los 99 mostradores de facturación posee algunos más en la pasarela de entrada al aeropuerto, los cuales no han sido señalados. Dispone de 20 puertas de embarque y para la recogida de equipajes de dos salas de llegadas con seis cintas de equipaje cada una. Se corresponde con el antiguo Terminal Nacional más parte del antiguo Terminal Internacional.
- T3: Puertas E y F. Cuenta con veinte mostradores de facturación (fuera de servicio en la actualidad), cinco cintas de recogida de equipajes (en una sala anexa a la de la T2) y 21 puertas de embarque (de la E68 a la E82 y de la F90 a la F94, estas últimas destinadas exclusivamente a vuelos regionales). La T3 se corresponde al Dique Norte y en la actualidad se utiliza exclusivamente como una extensión de la T2 y no como terminal independiente.
- T4: Puertas H, J y K. En la primera planta cuenta con 22 cintas de recogida de equipajes divididas entre 2 salas, 10 y 11, la primera destinada a vuelos de llegada internacionales y la segunda a vuelos de llegada nacionales. Cuenta con 2 cintas dobles y 2 cintas para recogida de equipajes especiales. La primera planta cuenta con 76 puertas de embarque (de la H1 a la H37, de la J40 a la J59 y de la K62 a K98). En la segunda planta se encuentran los mostradores de facturación y los filtros principales de seguridad.
- T4-S: Puertas M y S. Cuenta con 19 puertas de embarque (puertas M22 a M48) en la zona Schengen. La segunda planta está dedicada a salidas internacionales, contando con 48 puertas de embarque (puertas S1 a S12 y S15 a S50). La tercera está dedicada a recibir los vuelos de llegadas internacionales por lo que cuenta con los filtros de seguridad adecuados para tal fin.

#### Hangares
Barajas cuenta con dos zonas principales de hangares, por un lado, la Antigua Área Industrial, entre el T3 y el T4, y por otro lado el Área Industrial de La Muñoza. Iberia tiene hangares de mantenimiento en ambas áreas con una superficie de 900000 m2, aunque tienen más actividad los de la segunda zona.

#### Pistas
Madrid-Barajas cuenta con cuatro pistas físicas paralelas dos a dos: las 18L/36R - 18R/36L y las 14L/32R - 14R/32L. En terminología aeronáutica se considera que tiene 8 pistas diferentes, y que solo se usan simultáneamente cuatro de ellas según las configuraciones de operación, norte o sur. El ATC elige una u otra configuración en función de la meteorología.
- Configuración norte: durante el día (07:00-23:00), las pistas 36L y 36R se utilizarán para despegues y las pistas 32L y 32R para aterrizajes. Durante la noche (23:00-07:00) se utilizará la pista 36L para despegues y la pista 32R para aterrizajes. No se autorizan despegues por las pistas 14L/14R.
- Configuración sur: durante el día (07:00-23:00), las pistas 14L y 14R se utilizarán para despegues y las pistas 18L y 18R para aterrizajes. Durante la noche (23:00-07:00) se utilizará la pista 14L para despegues y la pista 18L para aterrizajes. No se autorizarán despegues por las pistas 32L/32R.

- Además existió otra pista más (18C/36C, antes 18-36 y 18L-36R) que fue la primera que poseyó el aeropuerto. Actualmente se usa como pista de estacionamiento y discurre entre las terminales T4S-T1. La pista está cortada a la altura de su cruce con la pista 14R/32L, cerca de su extremo norte es cruzada por una carretera de vehículos del aeropuerto y en la parte sur fue comido otro trozo de la pista, reasfaltando la zona, para usarlo como aparcamiento de aviones. Se dejó de usar desde la inauguración de las pistas 18R/36L y 14L/32R, a mediados de la década de 2000.

El 20 de septiembre de 2012, coincidiendo con el cambio de ciclo AIRAC, las antiguas pistas 15R/33L y 15L/33R cambiaron su denominación y pasaron a llamarse 14R/32L y 14L/32R, debido a los cambios en la declinación magnética local.
Las características físicas de las pistas son las siguientes:

### Navegación aérea

#### Torres de control

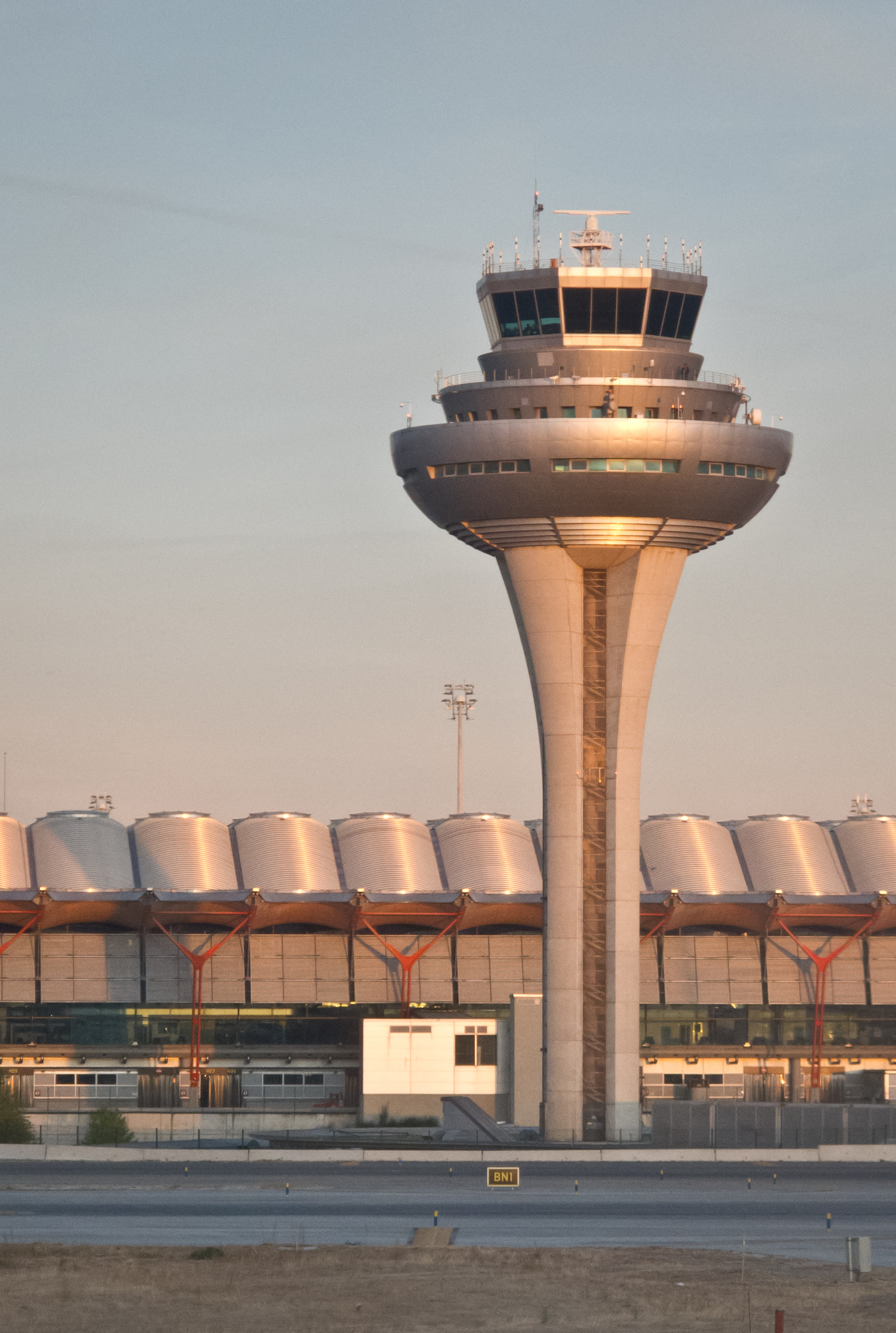
Torre Norte

El aeropuerto cuenta con tres torres de control:
- La Torre Norte, situada junto al edificio satélite. Comenzó a funcionar el 31 de octubre de 1998.[15]
- La Torre Oeste, emplazada junto al edificio terminal T4.
- La Torre Sur, situada encastrada dentro del edificio terminal T2.

Cualquiera de las tres torres tiene capacidad para controlar cualquier aspecto del tráfico aéreo y el movimiento de aeronaves en el aeropuerto, pero en condiciones de funcionamiento normal las tareas están repartidas entre las tres.
La Torre Norte es la torre de control principal del aeropuerto y la más grande de todas con las que cuenta. Fue inaugurada en 1998 y sustituyó a la actual Torre Sur como principal del aeropuerto.
La Torre Oeste fue la última torre de control en construirse en el aeropuerto. Se inauguró en 2006 a la par que el terminal T4. Se encarga de gestionar el movimiento de rodadura de las aeronaves en tierra en torno al terminal T4.

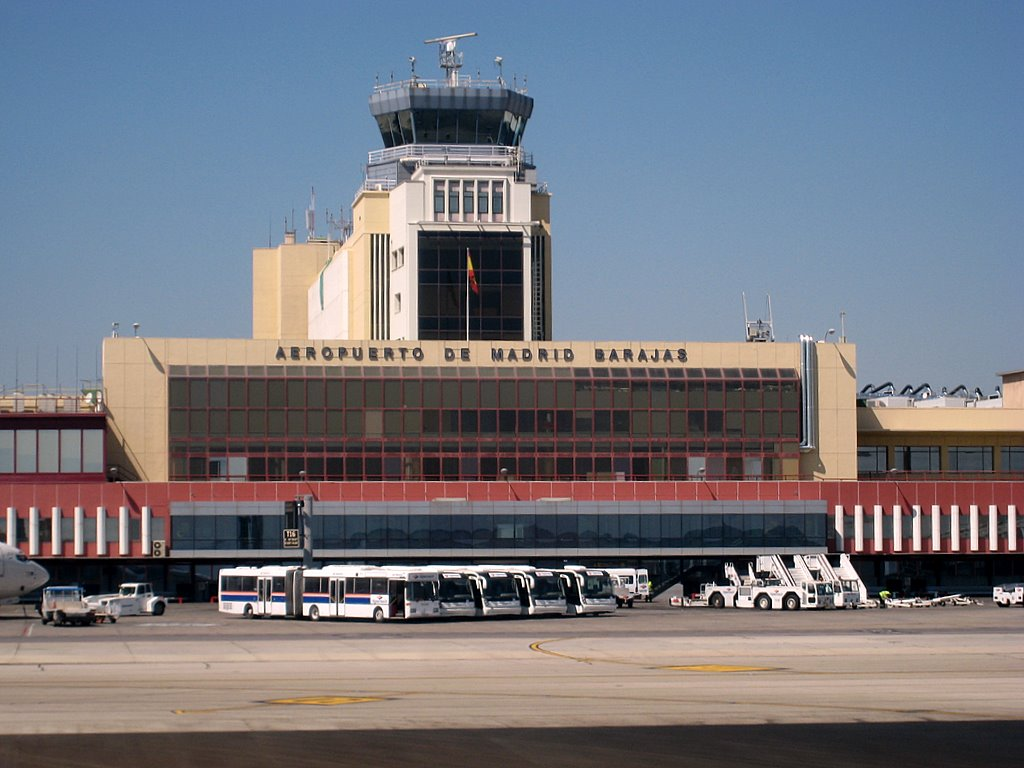
Torre Sur

La Torre Sur es la antigua torre de control del aeropuerto. Se sitúa dentro del terminal T2, aunque cuando fue construida estaba emplazada en el Terminal Nacional. Hasta 1998 era la única torre de control del aeropuerto, pero desde ese momento solo gestiona las operaciones de rodadura de las aeronaves en torno a los edificios terminal T1, T2 y T3, así como con el terminal de carga. A pesar de esta reducción de funciones la torre sigue contando con capacidades operativas plenas.

#### Ayudas a la navegación
El aeropuerto cuenta con diferentes ayudas a la navegación.
En cuanto a ayudas para el aterrizaje, el aeropuerto cuenta con ILS de categoría III, PAPI y de Sistemas de Iluminación de Aproximación de Precisión CAT II/III (900 m), en las pistas 32L, 32R, 18L y 18R (que son las que se destinan a aterrizajes). Las características de los ILS son las siguientes:
- Pista 32L: localizador MAA emitiendo en 109.900 MHz desde 40°29′10.3810″N 003°34′38.5956″O / 40.486216944, -3.577387667, senda de planeo emitiendo en 333.800 MHz desde 40°27′57.0555″N 003°33′17.5709″O / 40.465848750, -3.554880806.
- Pista 32R: localizador MBB emitiendo en 109.100 MHz desde 40°29′49.4289″N 003°33′36.1747″O / 40.497063583, -3.560048528, senda de planeo emitiendo en 331.400 MHz desde 40°28′34.5222″N 003°32′13.6731″O / 40.476256167, -3.537131417.
- Pista 18L: localizador IML emitiendo en 111.500 MHz desde 40°29′54.2065″N 003°33′33.0949″O / 40.498390694, -3.559193028, senda de planeo emitiendo en 332.900 MHz desde 40°31′31.5282″N 003°33′28.9570″O / 40.525424500, -3.558043611.
- Pista 18R: localizador IMR emitiendo en 110.700 MHz desde 40°29′24.5249″N 003°34′28.5949″O / 40.490145806, -3.574609694, senda de planeo emitiendo en 330.200 MHz desde 40°31′11.7539″N 003°34′24.1107″O / 40.519931639, -3.573364083.

Cuenta a su vez con cuatro VOR, todos ellos asociados a un DME. Dos de ellos en las cercanías del aeropuerto (gestionados directamente por el aeropuerto) y otros dos en el entorno de Madrid, gestionados por la Dirección de Navegación Aérea de la Región Centro:
- DVOR BRA (Barajas, 40°28′08.50″N 003°33′27.59″O / 40.4690278, -3.5576639): situado junto a la pista 14R/32L
- DVOR SSY (San Sebastián de los Reyes, 40°32′47.1194″N 003°34′31.3318″O / 40.546422056, -3.575369944): situado al norte de la cabecera 18R, a 1,5 nM aproximadamente.
- DVOR RBO (Robledillo de Mohernando, 40°51′14.2766″N 003°14′47.4050″O / 40.853965722, -3.246501389): situado en la Provincia de Guadalajara, en el término municipal del mismo nombre, muy próximo al Aeródromo de Robledillo, LERM.
- DVOR PDT (Perales de Tajuña, 40°15′10.4401″N 003°20′52.2750″O / 40.252900028, -3.347854167): situado a unas 15 nM al sureste de las cabeceras 32L/32R.

#### Sistemas de vigilancia
- El aeropuerto cuenta con dos radares de Superficie (SMR), que vigilan los movimientos de aeronaves así como de cualquier vehículo en el área de maniobras. Están situados en el campo de antenas de la torre Norte (junto a la T4 Satélite) y en el de la torre Sur (junto a la T2).
- También cuenta, desde marzo del 2011, con un sistema de multilateración,[82] capaz de detectar blancos cooperativos (dotados de trasponder) en el área de maniobras.

#### Energía
El aeropuerto posee una central térmica de ciclo combinado propia que lo abastece de energía eléctrica, calefacción y otras necesidades.[cita requerida]

## Aerolíneas y destinos

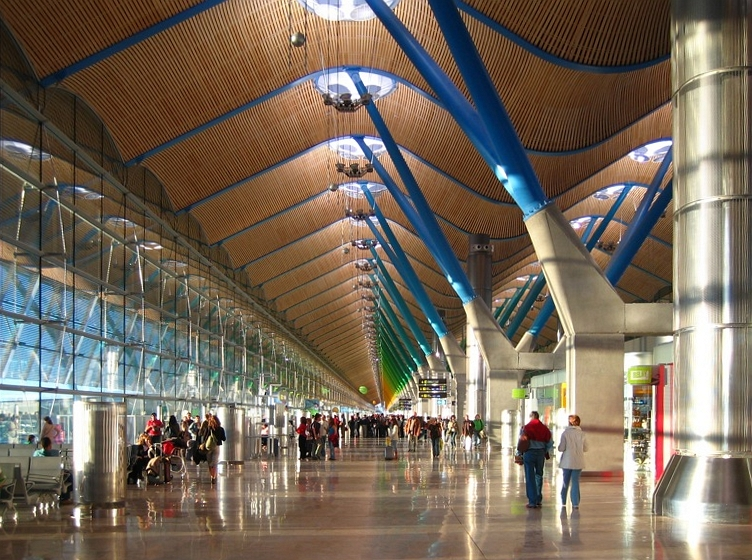
Zona de preembarque y galería comercial de la terminal 4S

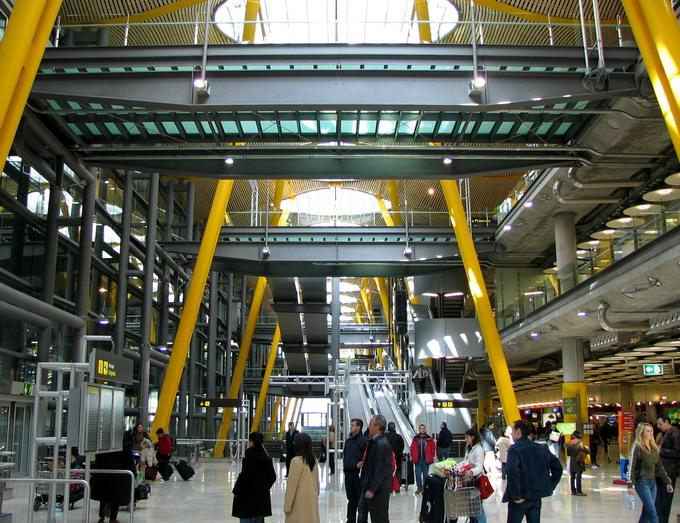
Zona de llegadas de la terminal 4

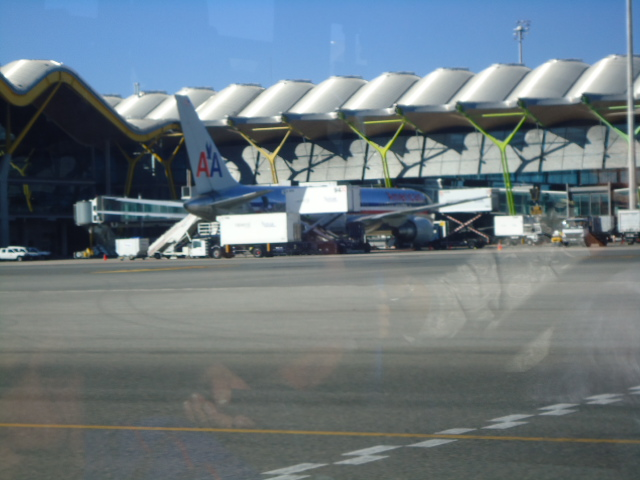
Boeing 767 de American Airlines

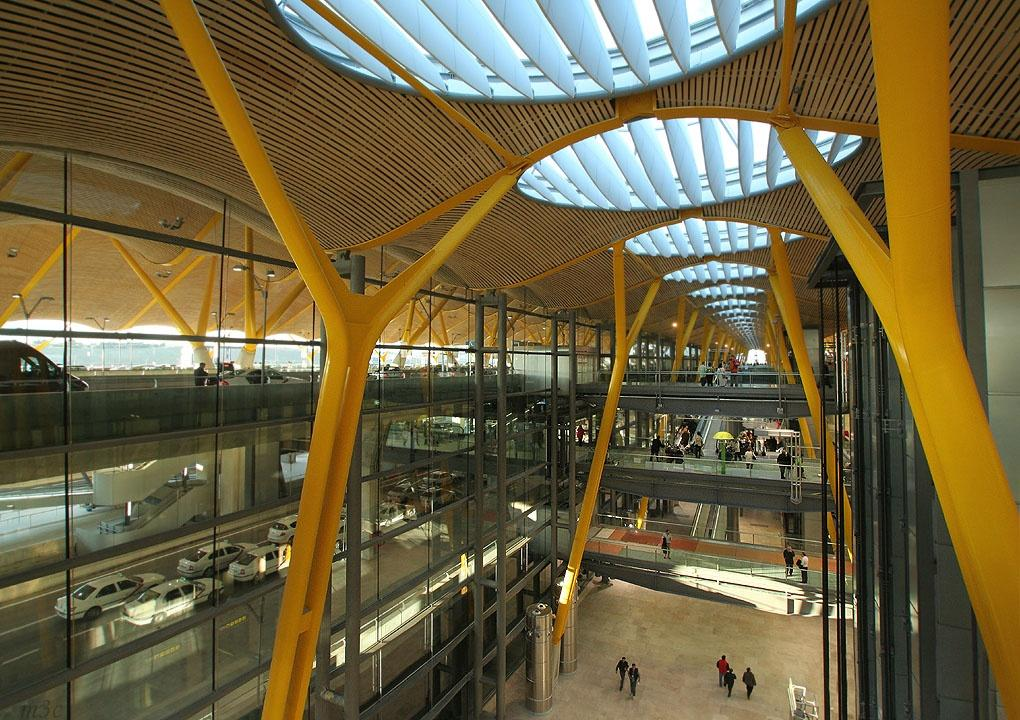
Entrada a la planta inferior, de llegadas (abajo) y a la planta superior, de salidas (arriba), de la terminal 4

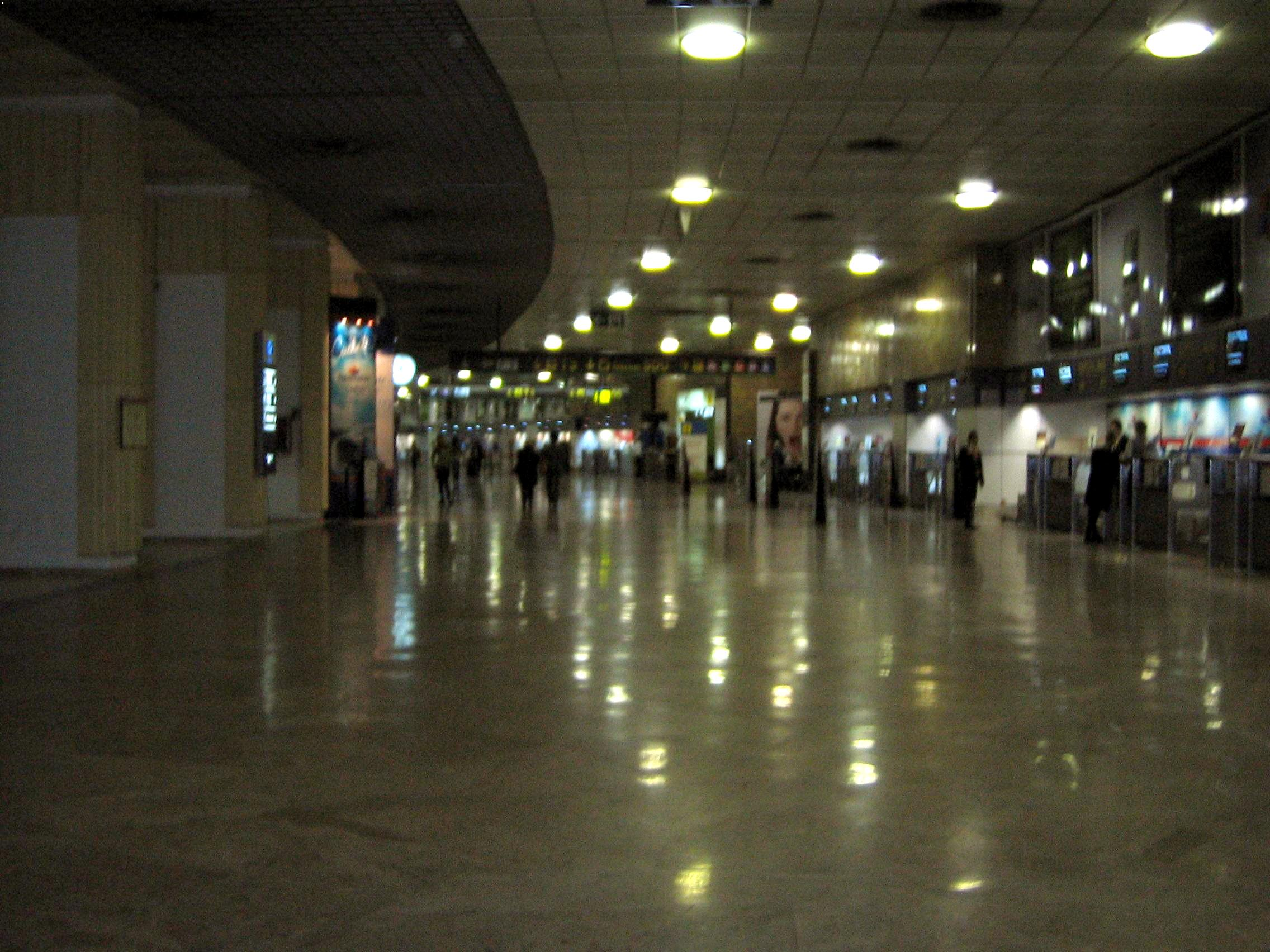
Terminal 1

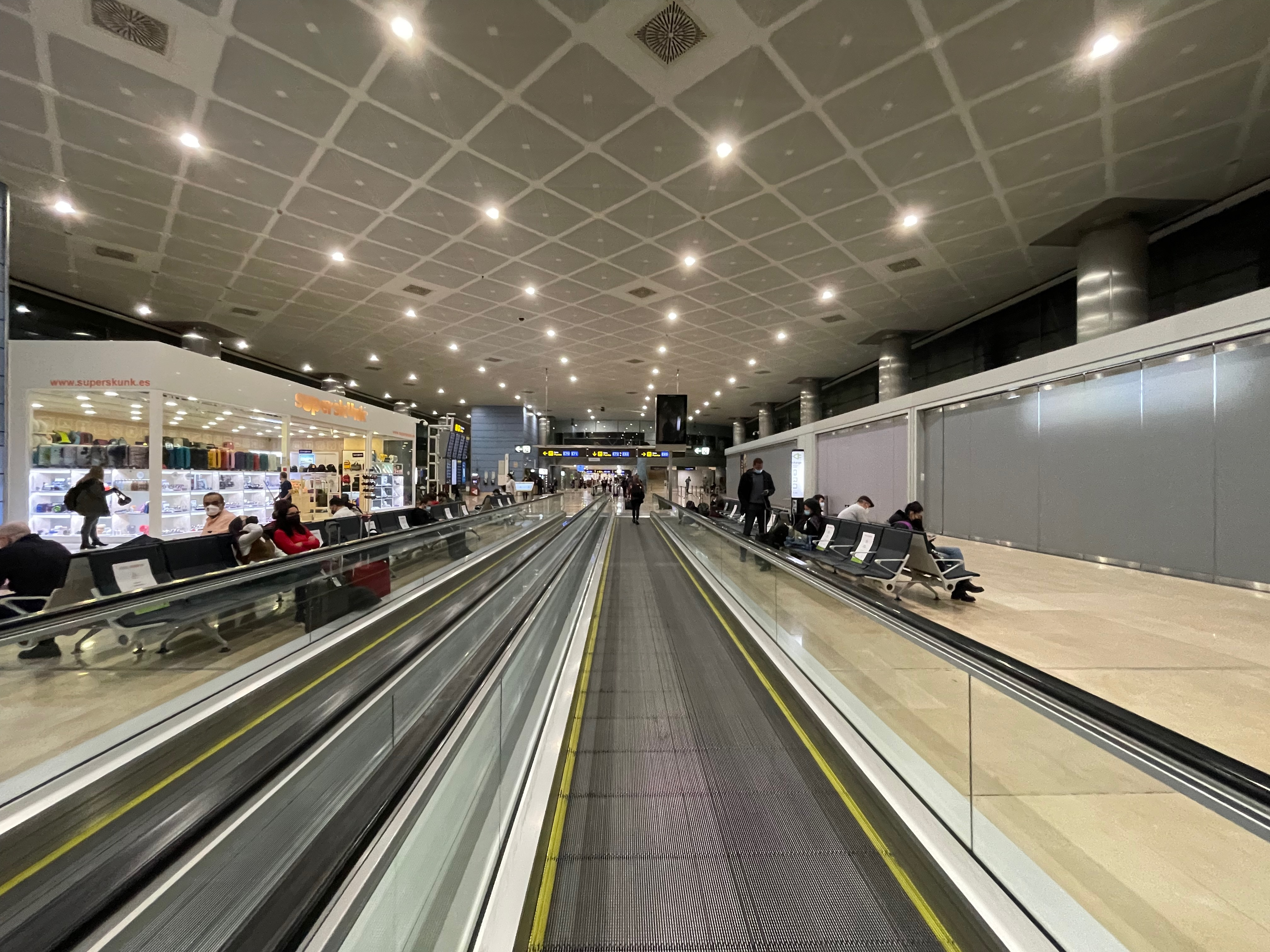
Zona de embarque de la T3

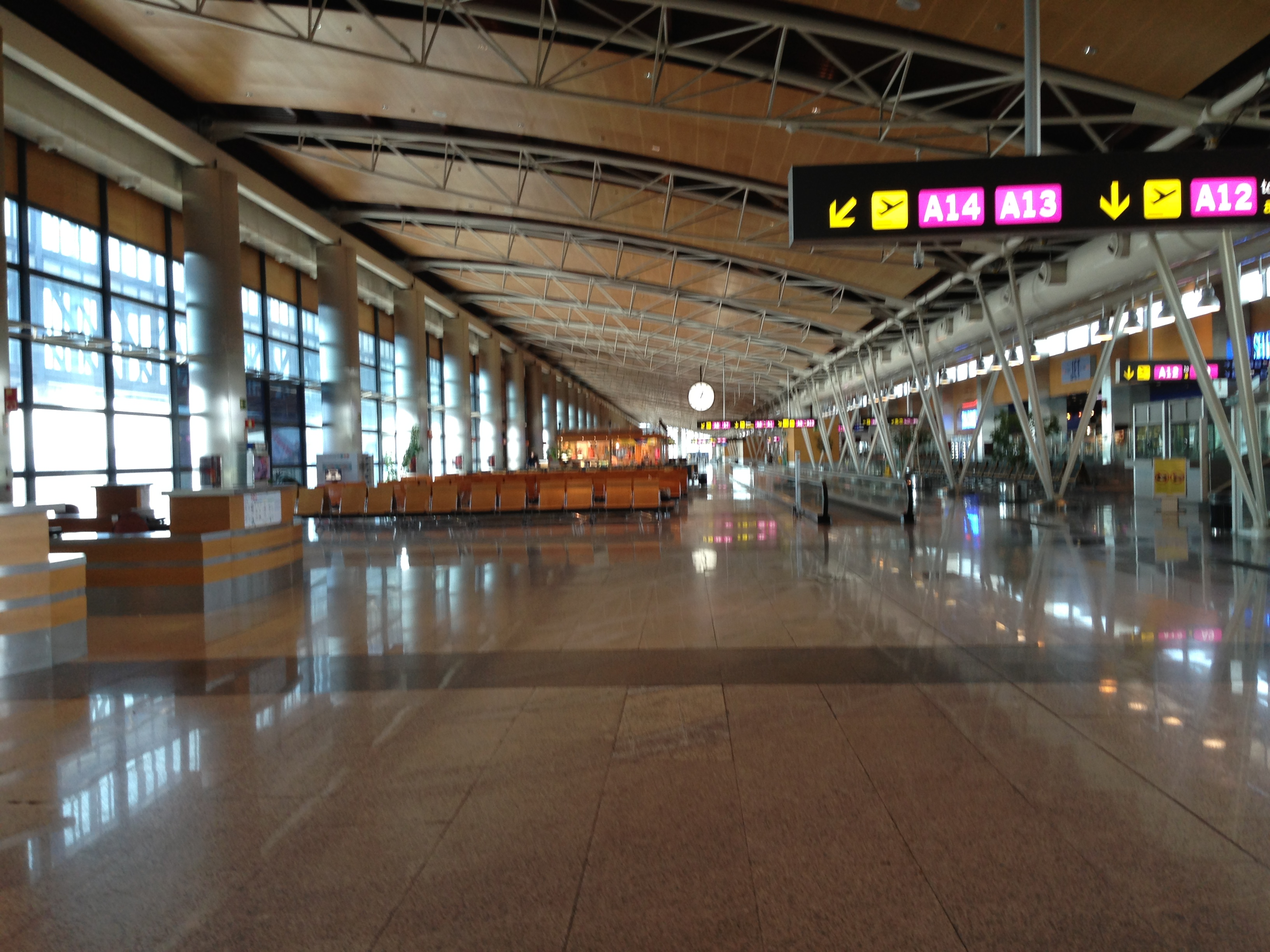
Dique sur de la terminal 1

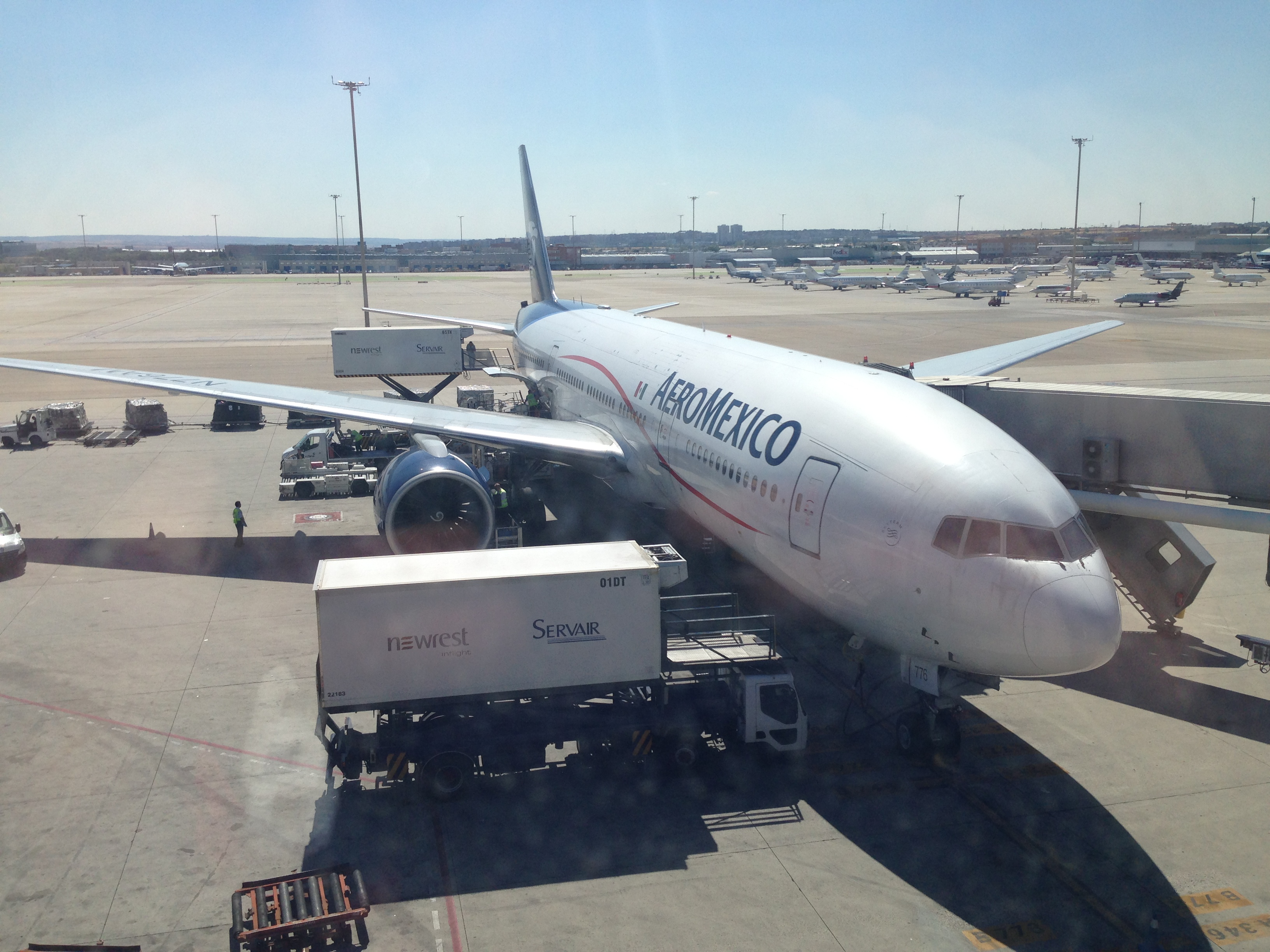
Boeing 777 de Aeroméxico

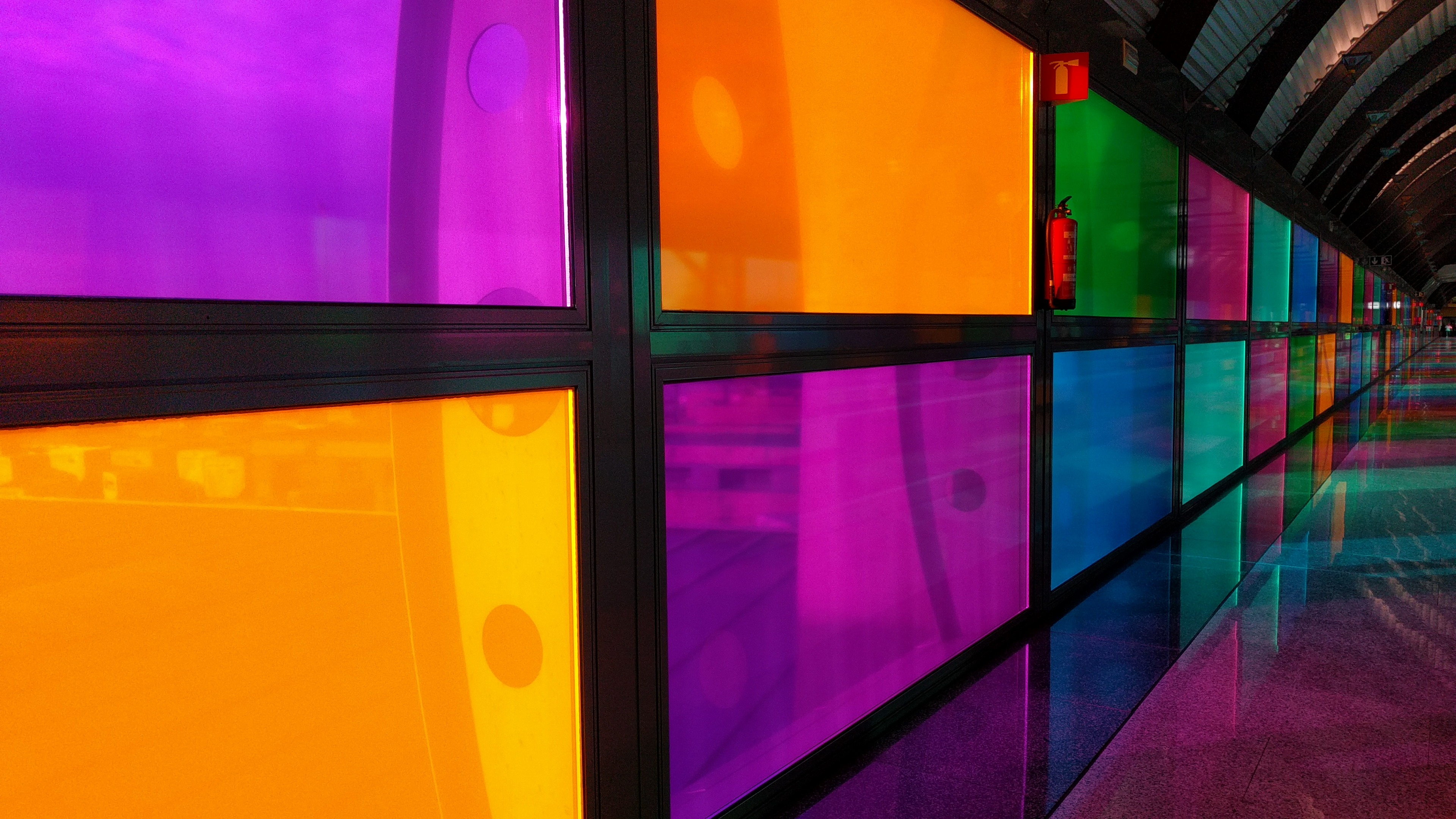
Pasillo de acceso al dique sur de la terminal 1

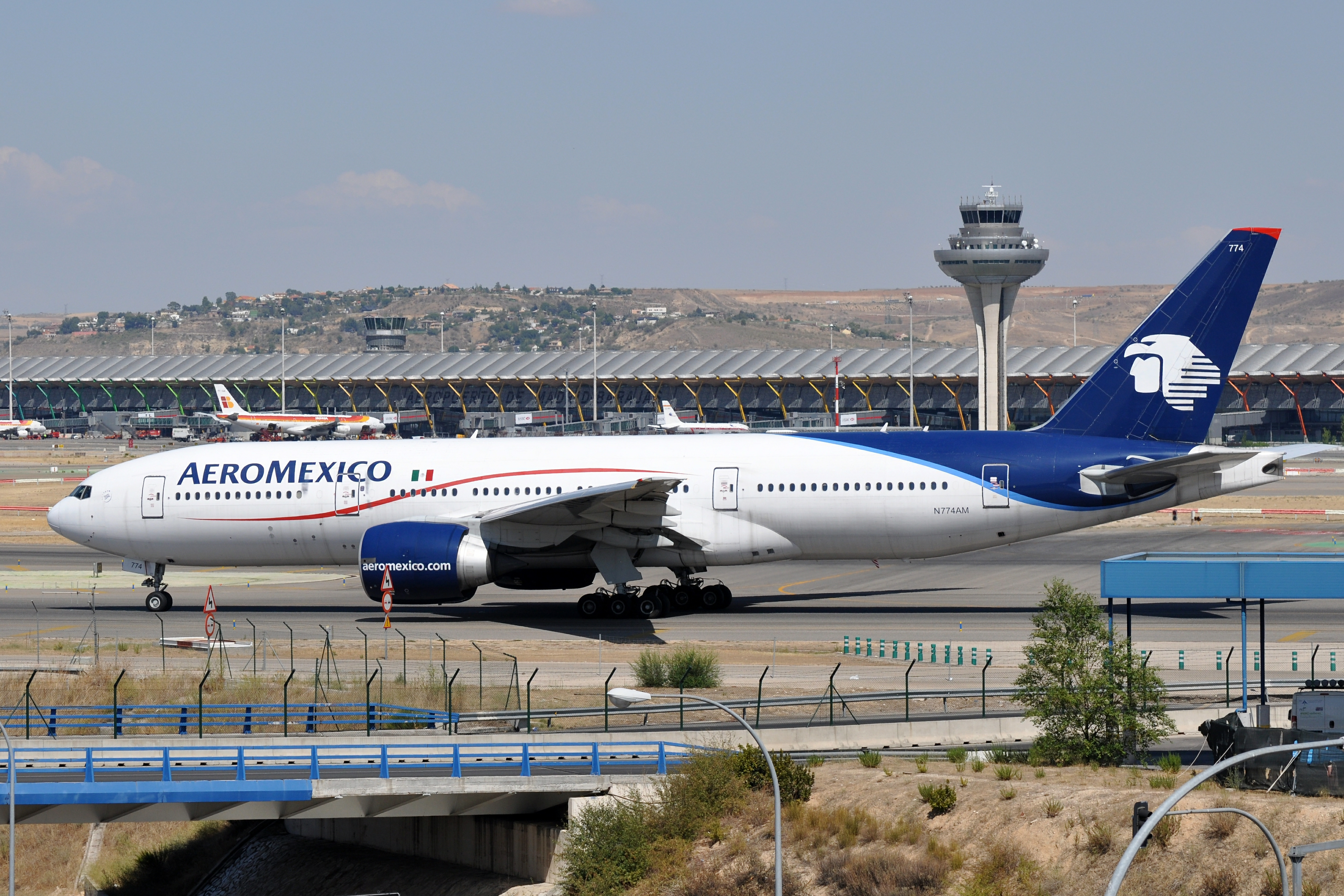
Boeing 777 2Q8 de Aeroméxico

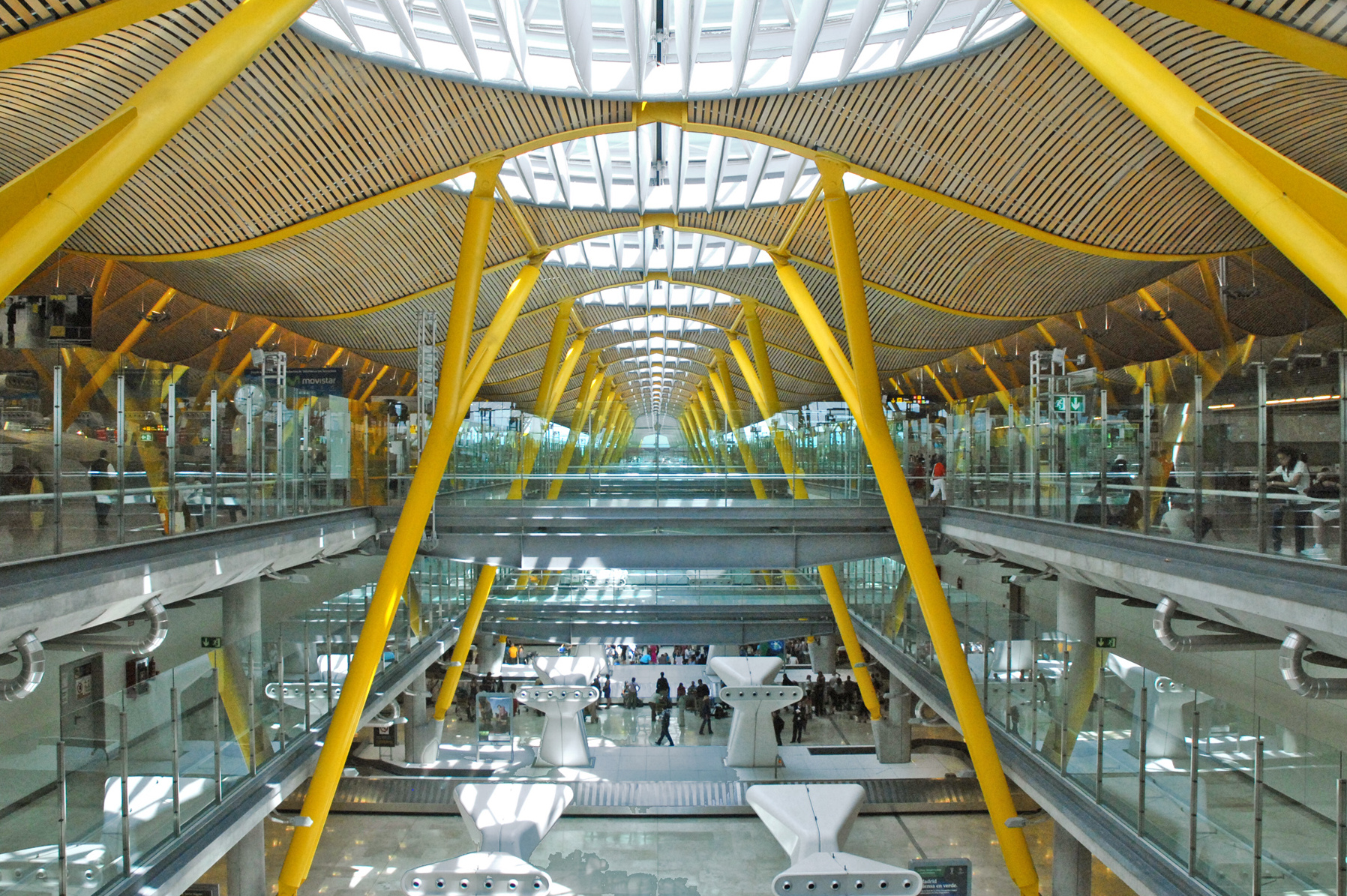
Terminal 4 del aeropuerto

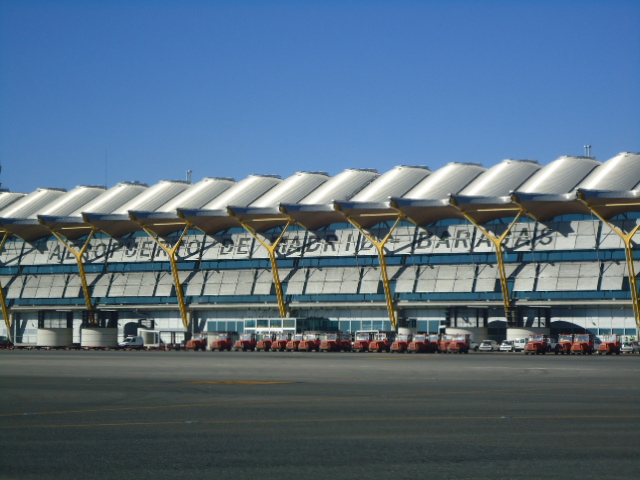
Vista exterior de la T4

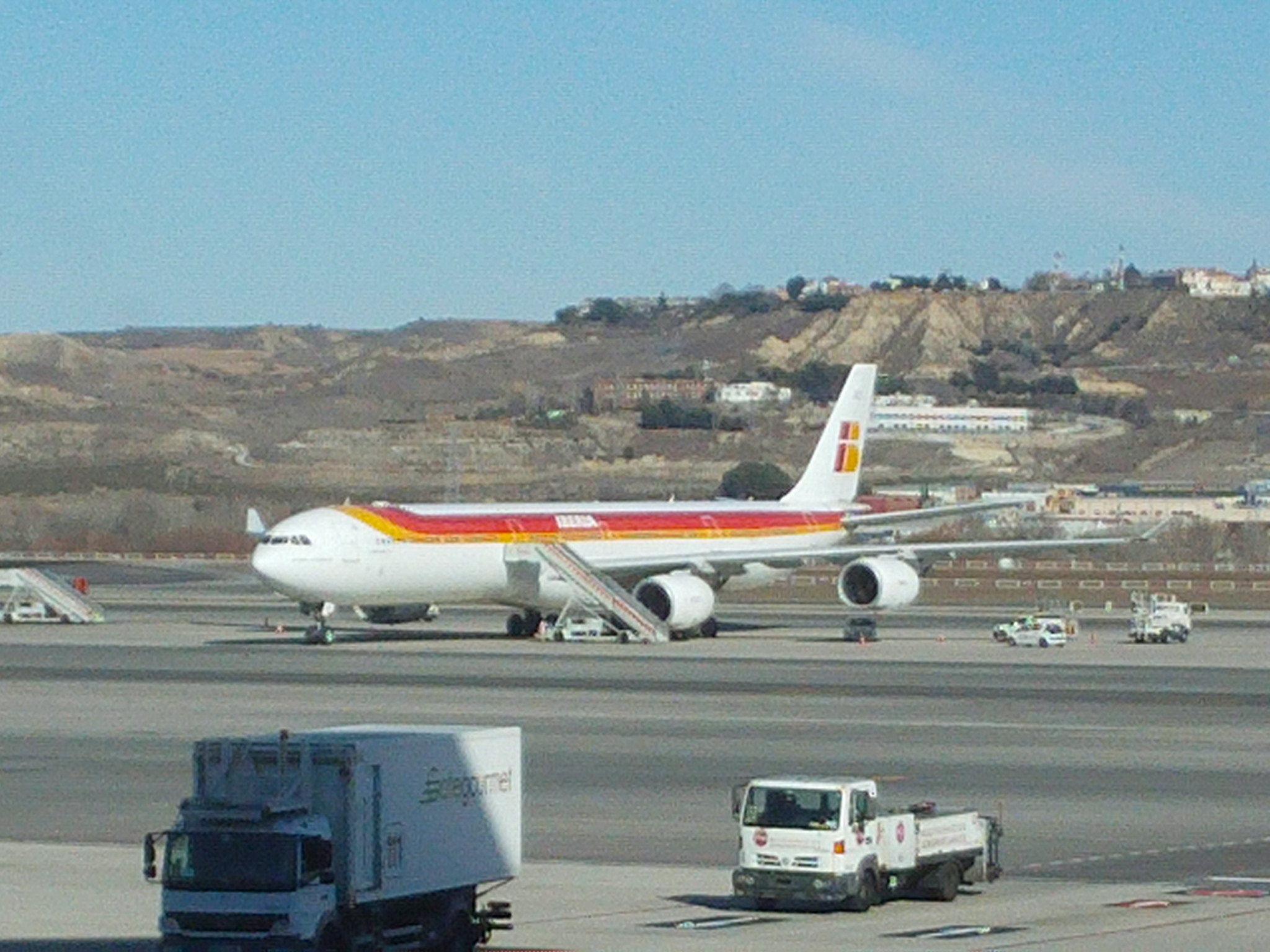
Airbus A340-600 de Iberia estacionado

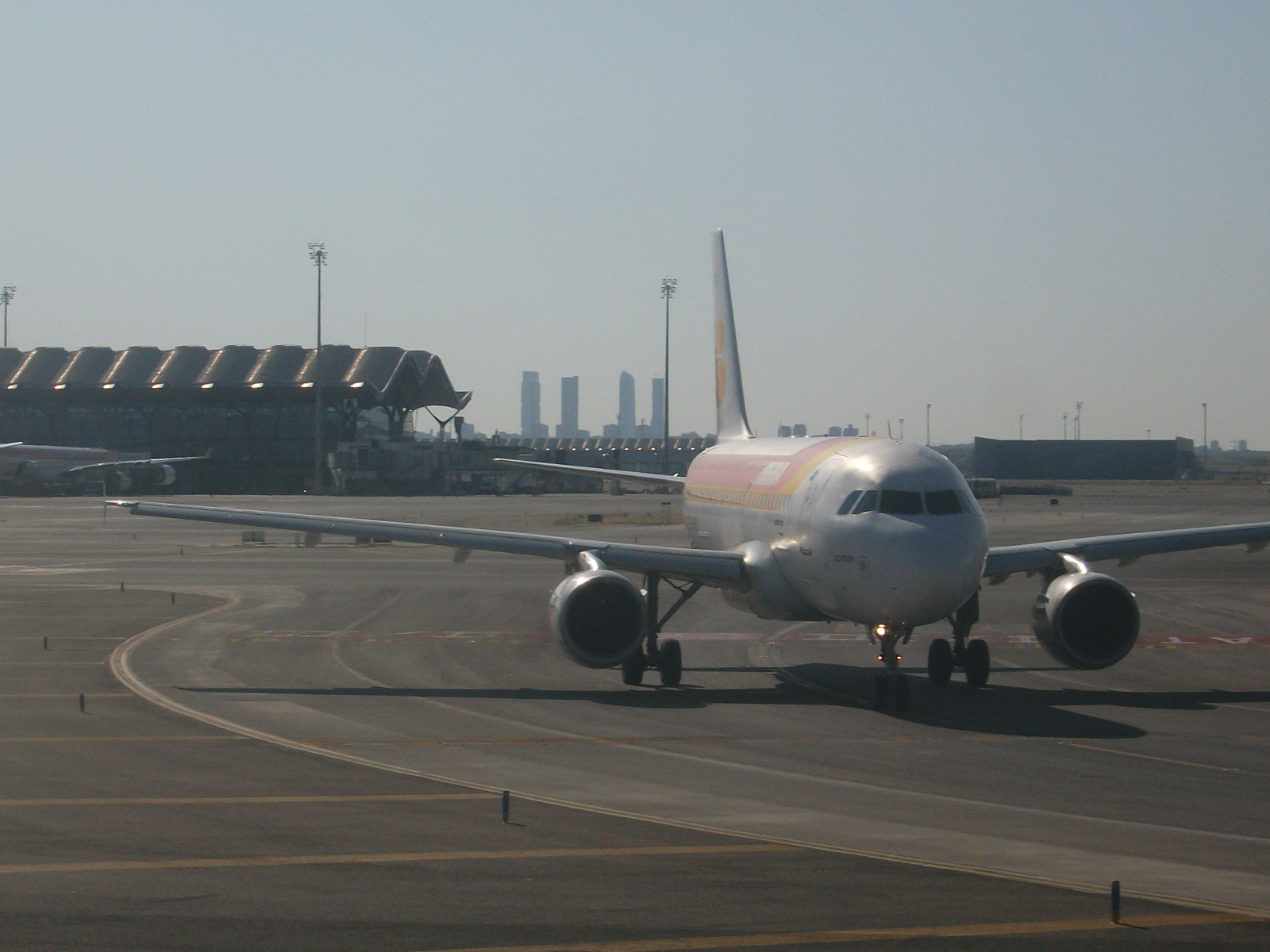
Airbus A319 de Iberia en el aeropuerto de Barajas en septiembre de 2011

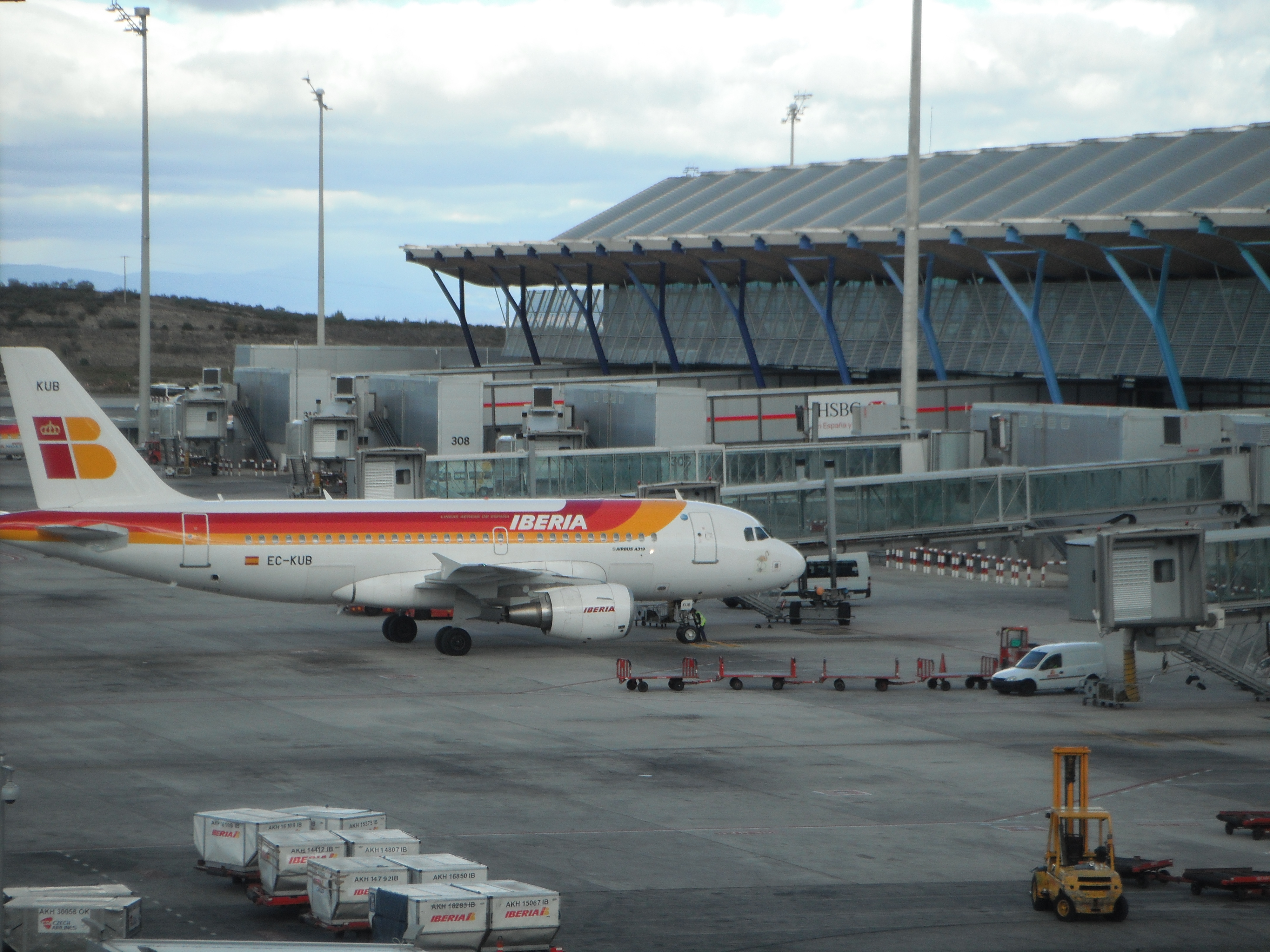
Airbus A319 estacionado en la T4

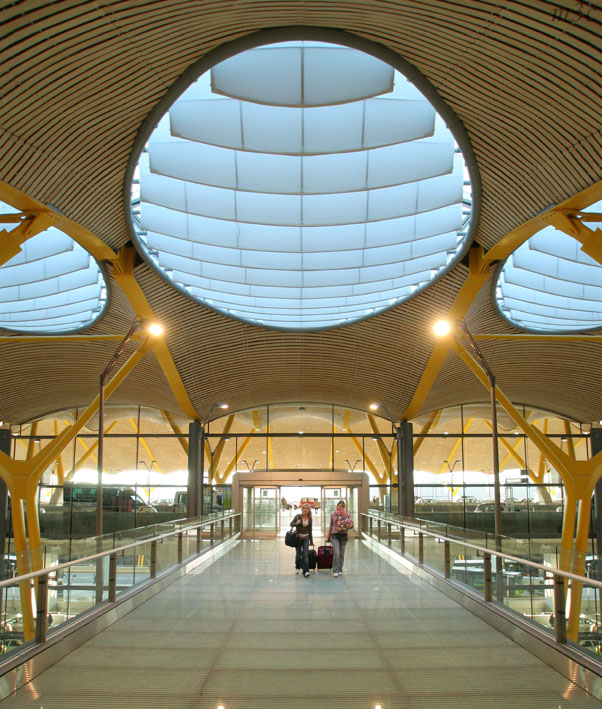
Acceso a la terminal 4

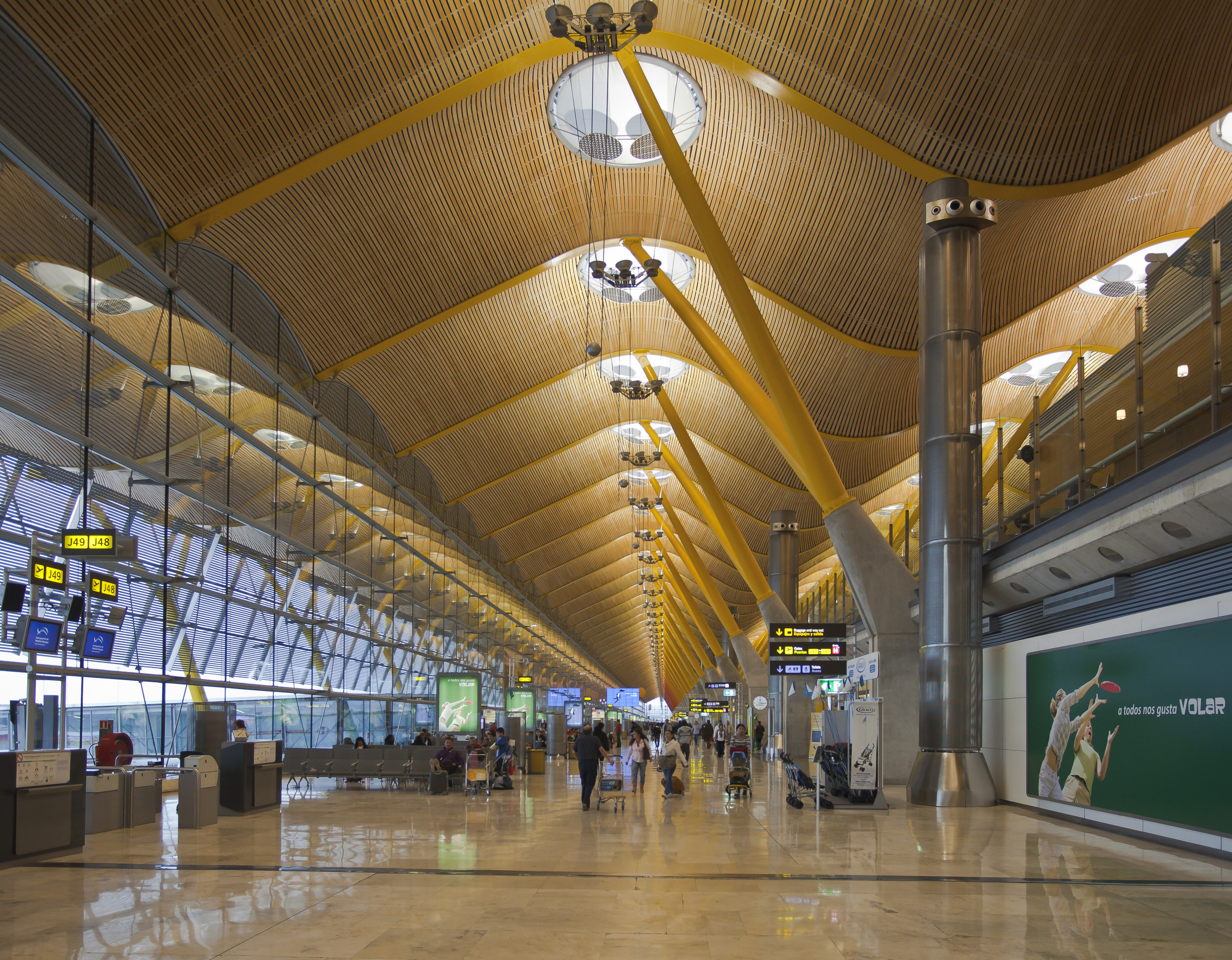
Interior de la terminal 4

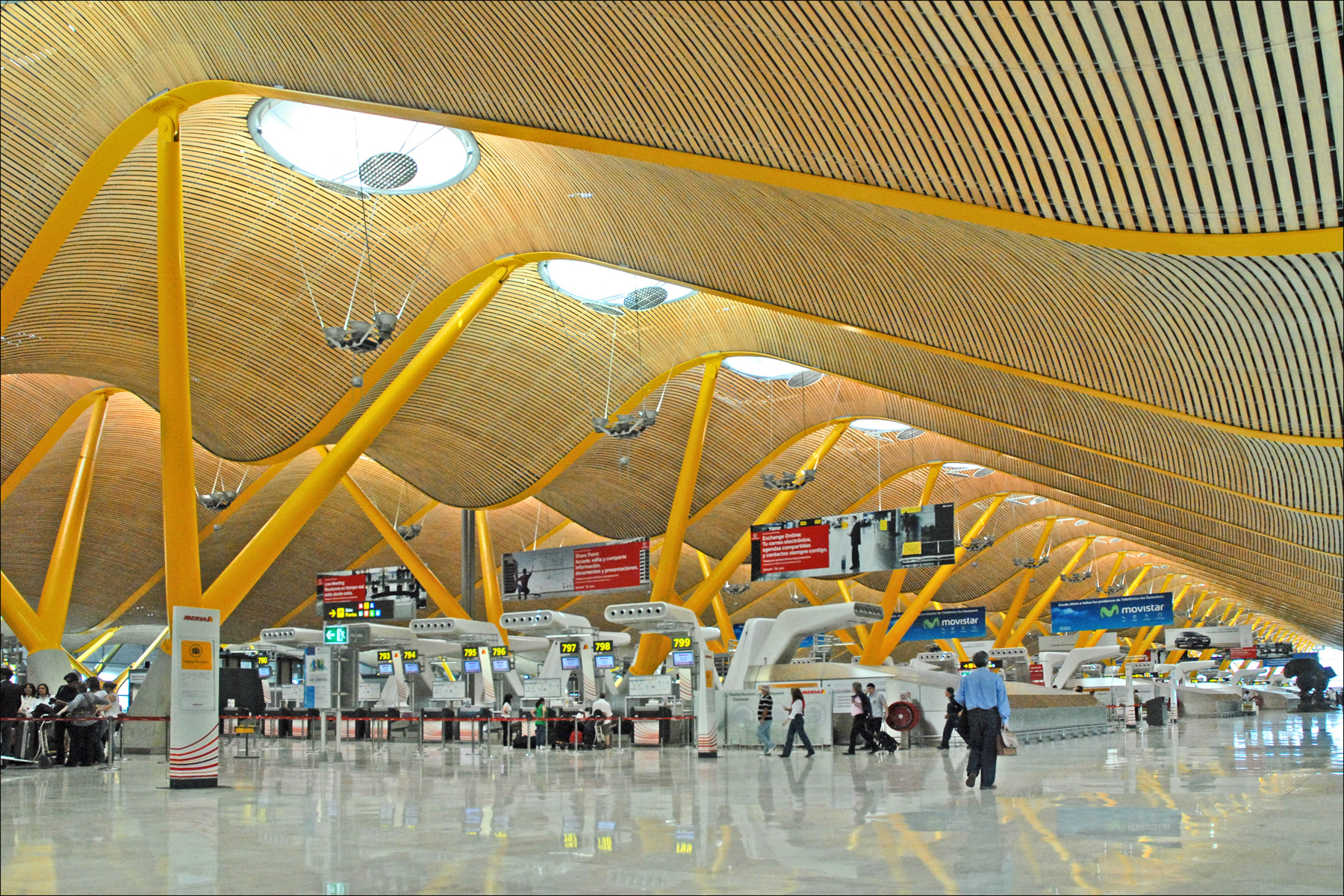
Zona de facturación de la terminal 4

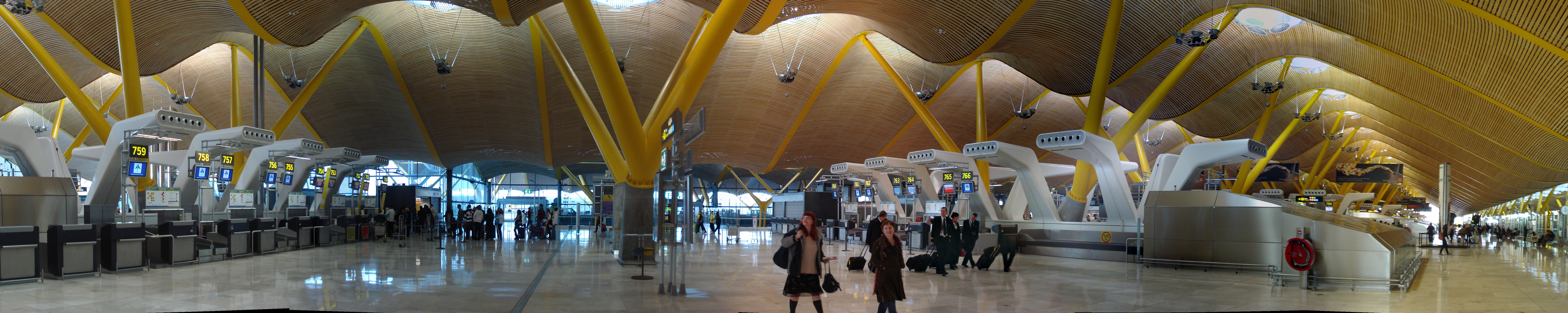
Panorama de la terminal 4 de Barajas

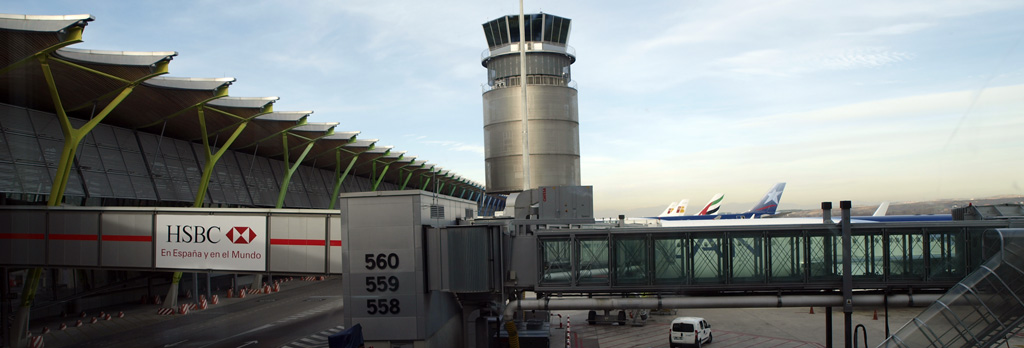
Torre de control terrestre en la T4S

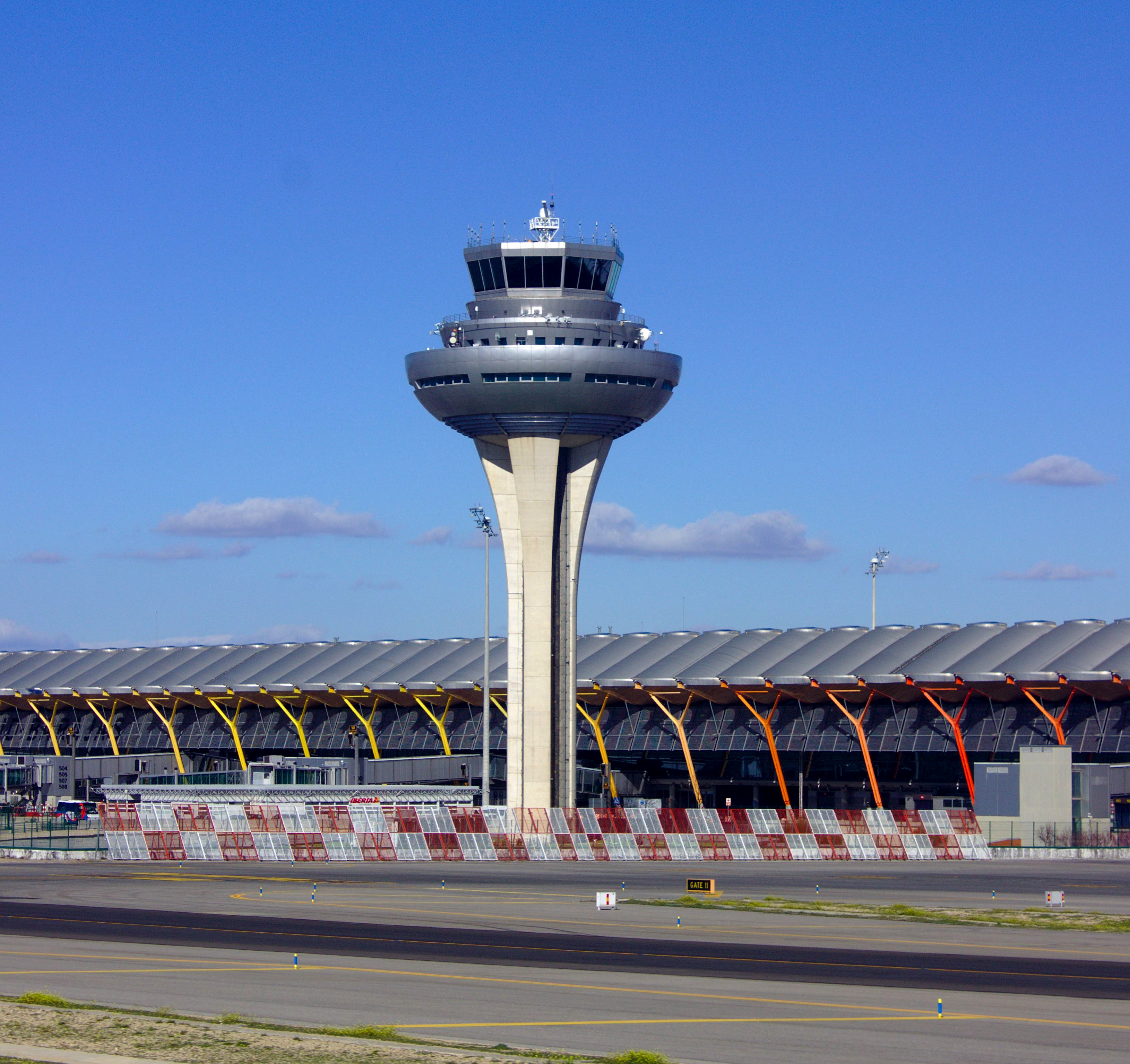
Torre de control principal

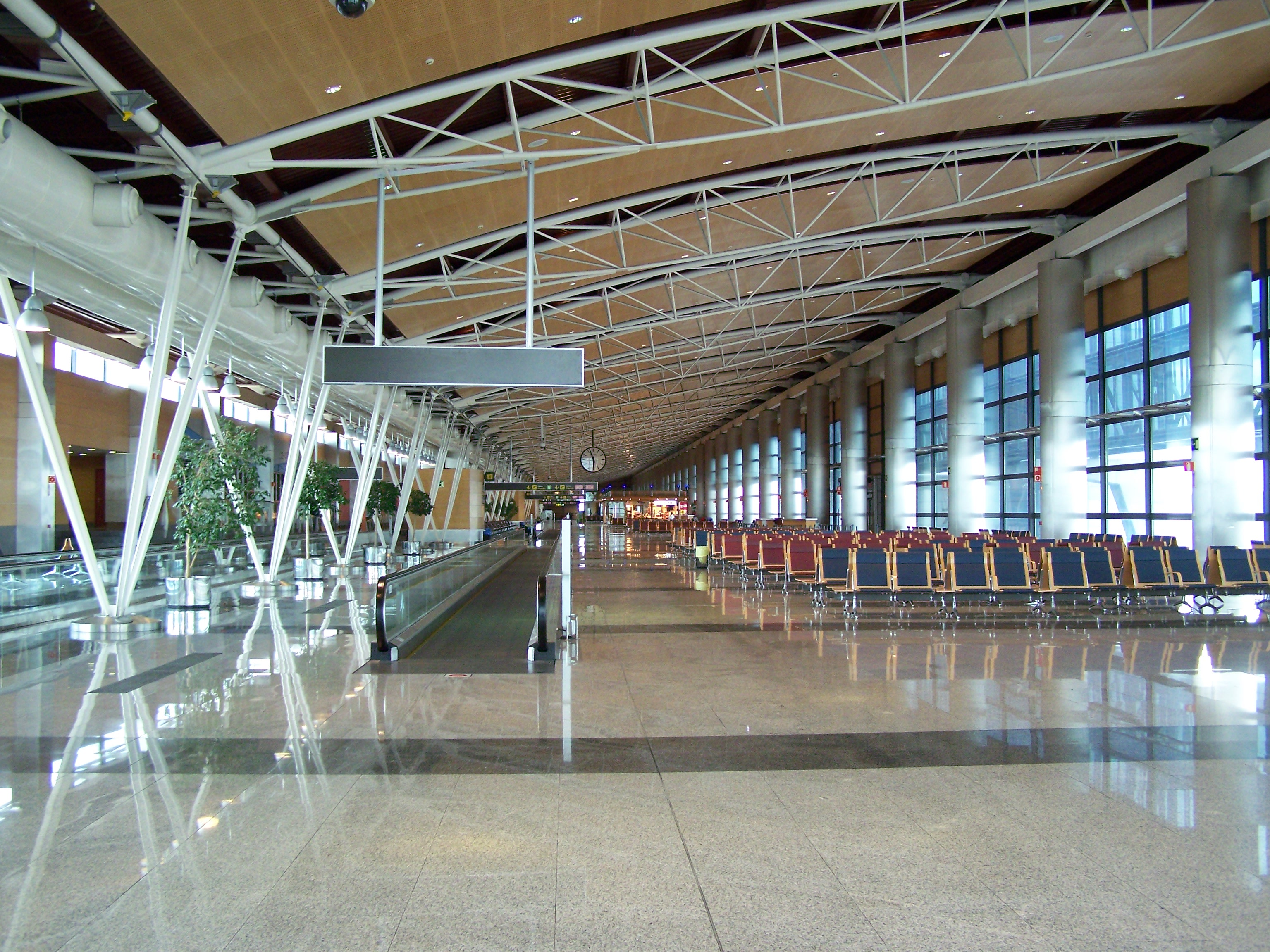
Interior de la terminal 1

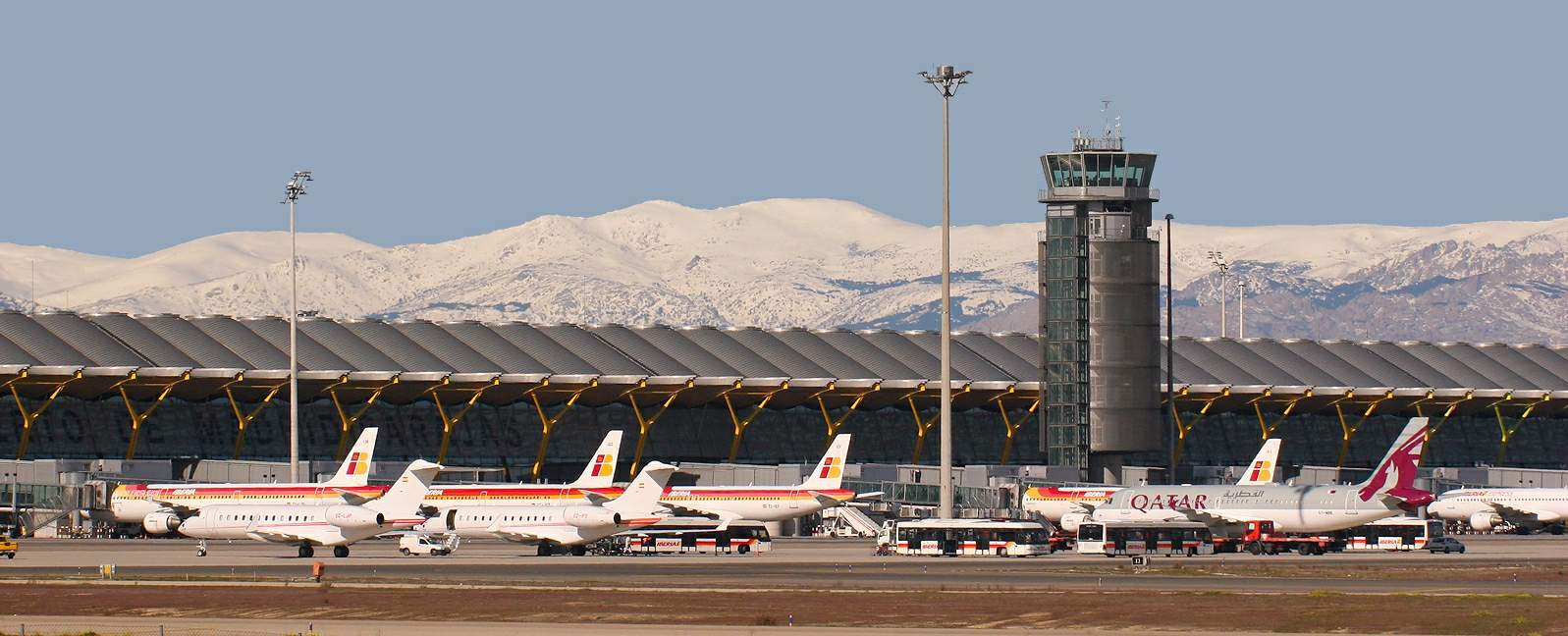
Vista de la terminal 4 con la sierra de Guadarrama nevada al fondo

Las principales aerolíneas del aeropuerto son Iberia y Air Europa. Madrid-Barajas es el aeropuerto europeo con más vuelos con Iberoamérica, tiene enlaces frecuentes con casi todos los aeropuertos españoles y posee buenas conexiones con las capitales europeas, además de tener algunas conexiones con África, Asia y América.

### Destinos nacionales
| Ciudades               | Aeropuerto                                       | Aerolíneas                                                             |
| España                 | España                                           | España                                                                 |
| ---------------------- | ------------------------------------------------ | ---------------------------------------------------------------------- |
| Andalucía              |                                                  |                                                                        |
| Almería                | Aeropuerto de Almería                            | Air Nostrum / Iberia Express / Vueling                                 |
| Granada                | Aeropuerto Federico García Lorca Granada-Jaén    | Iberia Express / Vueling                                               |
| Jerez de la Frontera   | Aeropuerto de Jerez                              | Iberia Express / Vueling                                               |
| Málaga                 | Aeropuerto de Málaga-Costa del Sol               | Air Europa / Iberia Express / Vueling                                  |
| Sevilla                | Aeropuerto de Sevilla                            | Iberia Express / Vueling                                               |
| Asturias               |                                                  |                                                                        |
| Asturias               | Aeropuerto de Asturias                           | Iberia / Volotea / Vueling                                             |
| Islas Baleares         |                                                  |                                                                        |
| Ibiza                  | Aeropuerto de Ibiza                              | Air Europa / Iberia / Iberia Express / Ryanair / Vueling               |
| Menorca                | Aeropuerto de Menorca                            | Iberia Express / Ryanair (Estacional) / Vueling                        |
| Palma de Mallorca      | Aeropuerto de Palma de Mallorca                  | Air Europa / Iberia Express / Ryanair / Vueling                        |
| Canarias               |                                                  |                                                                        |
| Fuerteventura          | Aeropuerto de Fuerteventura                      | Iberia Express / Ryanair / Vueling                                     |
| Gran Canaria           | Aeropuerto de Gran Canaria                       | Air Europa / Binter Canarias / Iberia Express / Ryanair / Vueling      |
| Lanzarote              | Aeropuerto César Manrique-Lanzarote              | Air Europa / Iberia Express / Ryanair / Vueling                        |
| La Palma               | Aeropuerto de La Palma                           | Iberia Express / Vueling                                               |
| Tenerife               | Aeropuerto de Tenerife Norte-Ciudad de La Laguna | Air Europa / Binter Canarias / Iberia Express / Ryanair / Vueling      |
| Tenerife               | Aeropuerto de Tenerife Sur                       | Iberia Express / Ryanair / Vueling                                     |
| Cantabria              |                                                  |                                                                        |
| Santander              | Aeropuerto Seve Ballesteros-Santander            | Air Nostrum                                                            |
| Cataluña               |                                                  |                                                                        |
| Barcelona              | Aeropuerto Josep Tarradellas Barcelona-El Prat   | Air Europa / Iberia / Vueling                                          |
| Seo de Urgel           | Aeropuerto de Andorra-La Seu                     | Iberia Express / Vueling                                               |
| Extremadura            |                                                  |                                                                        |
| Badajoz                | Aeropuerto de Badajoz                            | Iberia Express                                                         |
| Galicia                |                                                  |                                                                        |
| La Coruña              | Aeropuerto de La Coruña                          | Air Europa / Iberia / Vueling                                          |
| Santiago de Compostela | Aeropuerto de Santiago-Rosalía de Castro         | Iberia Express / Ryanair (finaliza el 24 de octubre de 2025) / Vueling |
| Vigo                   | Aeropuerto de Vigo                               | Air Europa / Iberia / Iberia Express / Vueling                         |
| La Rioja               |                                                  |                                                                        |
| Logroño                | Aeropuerto de Logroño-Agoncillo                  | Iberia Express / Vueling                                               |
| Melilla                |                                                  |                                                                        |
| Melilla                | Aeropuerto de Melilla                            | Iberia Express / Vueling                                               |
| Navarra                |                                                  |                                                                        |
| Pamplona               | Aeropuerto de Pamplona                           | Iberia Express / Vueling                                               |
| País Vasco             |                                                  |                                                                        |
| Bilbao                 | Aeropuerto de Bilbao                             | Air Europa / Iberia / Vueling                                          |
| San Sebastián          | Aeropuerto de San Sebastián                      | Iberia / Vueling                                                       |
| Vitoria                | Aeropuerto de Vitoria                            | Volotea (inicia el 6 de noviembre de 2025)                             |
| Comunidad Valenciana   |                                                  |                                                                        |
| Alicante               | Aeropuerto de Alicante-Elche                     | Air Europa / Iberia Express / Vueling                                  |
| Castellón de la Plana  | Aeropuerto de Castellón-Costa Azahar             | Iberia Express / Vueling                                               |
| Valencia               | Aeropuerto de Valencia                           | Air Europa / Iberia Express / Vueling                                  |

### Destinos internacionales
| Ciudades por países                  | Nombre del aeropuerto                                        | Aerolíneas |
| África                               | África                                                       | África |
| ------------------------------------ | ------------------------------------------------------------ | --- |
| Argelia                              |                                                              | |
| Argel                                | Aeropuerto Internacional Houari Boumedienne                  | Air Algerie / Iberia |
| Cabo Verde                           |                                                              | |
| Boa Vista                            | Aeropuerto Internacional Aristides Pereira                   | Iberojet (chárter estacional) |
| Sal                                  | Aeropuerto Internacional Amílcar Cabral                      | AlbaStar (chárter estacional) |
| Egipto                               |                                                              | |
| Asuán                                | Aeropuerto Internacional de Asuán                            | Air Cairo (chárter estacional) / Nesma Airlines (chárter estacional) / Nile Air (chárter estacional)                                                     |
| El Cairo                             | Aeropuerto Internacional de El Cairo                         | Egyptair / Iberia Express |
| Luxor                                | Aeropuerto Internacional de Luxor                            | Air Cairo (chárter estacional) / Egyptair / Nesma Airlines (chárter estacional) / Nile Air (chárter estacional)                                          |
| Sharm el-Sheij                       | Aeropuerto Internacional de Sharm el-Sheij                   | Air Cairo (chárter estacional) |
| Etiopía                              |                                                              | |
| Addis Abeba                          | Aeropuerto Internacional Bole                                | Ethiopian Airlines |
| Guinea Ecuatorial                    |                                                              | |
| Malabo                               | Aeropuerto de Malabo-Santa Isabel                            | Plus Ultra Líneas Aéreas |
| Marruecos                            |                                                              | |
| Agadir                               | Aeropuerto de Agadir-Al Massira                              | Ryanair |
| Casablanca                           | Aeropuerto Internacional Mohammed V                          | Air Arabia / Air Nostrum / Royal Air Maroc |
| Essaouira                            | Aeropuerto de Essaouira-Mogador                              | Ryanair (estacional) |
| Fez                                  | Aeropuerto de Fez-Saïss                                      | Ryanair |
| Marrakech                            | Aeropuerto de Marrakech-Menara                               | Air Europa (estacional) / Iberia Express / Ryanair |
| Nador                                | Aeropuerto Internacional de Nador                            | Ryanair |
| Rabat                                | Aeropuerto de Rabat-Salé                                     | Ryanair |
| Tánger                               | Aeropuerto de Tánger-Ibn Battuta                             | Air Arabia / Air Nostrum / Ryanair |
| Tetuán                               | Aeropuerto de Tetuán-Sania Ramel                             | Ryanair |
| Mauricio                             |                                                              | |
| Port Louis                           | Aeropuerto Internacional Sir Seewoosagur Ramgoolam           | Iberojet (estacional) / World2Fly (estacional) |
| República Árabe Saharaui Democrática |                                                              | |
| Villa Cisneros                       | Aeropuerto de Villa Cisneros                                 | Ryanair |
| Senegal                              |                                                              | |
| Dakar                                | Aeropuerto Internacional Blaise Diagne                       | Iberia / Iberojet (chárter estacional) |
| Tanzania                             |                                                              | |
| Zanzíbar                             | Aeropuerto Internacional de Zanzíbar                         | World2Fly (estacional) |
| Túnez                                |                                                              | |
| Túnez                                | Aeropuerto Internacional de Túnez-Cartago                    | Air Europa (estacional) / Tunisair |
| Norteamérica                         |                                                              | |
| Canadá                               |                                                              | |
| Montreal                             | Aeropuerto Internacional Pierre Elliott Trudeau              | Air Canada / Air Transat (estacional) |
| Toronto                              | Aeropuerto Internacional Toronto Pearson                     | Air Canada (estacional) |
| Estados Unidos                       |                                                              | |
| Atlanta                              | Aeropuerto Internacional Hartsfield-Jackson                  | Delta Air Lines |
| Boston                               | Aeropuerto Internacional Logan                               | Iberia / JetBlue Airways (estacional) |
| Charlotte                            | Aeropuerto Internacional de Charlotte-Douglas                | American Airlines |
| Chicago                              | Aeropuerto Internacional O'Hare                              | American Airlines (estacional) / Iberia |
| Dallas                               | Aeropuerto Internacional de Dallas-Fort Worth                | American Airlines / Iberia |
| Filadelfia                           | Aeropuerto Internacional de Filadelfia                       | American Airlines |
| Los Ángeles                          | Aeropuerto Internacional de Los Ángeles                      | Iberia |
| Miami                                | Aeropuerto Internacional de Miami                            | Air Europa / American Airlines / Iberia |
| Newark                               | Aeropuerto Internacional Libertad de Newark                  | United Airlines |
| Nueva York                           | Aeropuerto Internacional John F. Kennedy                     | Air Europa / American Airlines / Delta Air Lines / Iberia                                                                                                |
| Orlando                              | Aeropuerto Internacional de Orlando                          | Iberia (estacional) (inicia el 26 de octubre de 2025) / Iberojet (estacional)                                                                            |
| San Francisco                        | Aeropuerto Internacional de San Francisco                    | Iberia (estacional) |
| Washington D. C.                     | Aeropuerto Internacional de Washington-Dulles                | Iberia / United Airlines (estacional) |
| México                               |                                                              | |
| Cancún                               | Aeropuerto Internacional de Cancún                           | Air Europa / Iberojet / World2Fly |
| Ciudad de México                     | Aeropuerto Internacional de la Ciudad de México              | Aeroméxico / Iberia |
| Guadalajara                          | Aeropuerto Internacional de Guadalajara                      | Aeroméxico |
| Monterrey                            | Aeropuerto Internacional de Monterrey                        | Aeroméxico |
| Querétaro                            | Aeropuerto Intercontinental de Querétaro                     | Iberojet (inicia el 28 de octubre de 2025) |
| Centroamérica y El Caribe            |                                                              | |
| Costa Rica                           |                                                              | |
| San José                             | Aeropuerto Internacional Juan Santamaría                     | Iberia / Iberojet |
| Cuba                                 |                                                              | |
| La Habana                            | Aeropuerto Internacional José Martí                          | Air China / Air Europa / Cubana de Aviación / Iberia / World2Fly                                                                                         |
| Santa Clara                          | Aeropuerto Internacional Abel Santamaría                     | Iberojet (estacional) |
| Santiago de Cuba                     | Aeropuerto Internacional de Santiago de Cuba                 | Cubana de Aviación (estacional) |
| El Salvador                          |                                                              | |
| San Salvador                         | Aeropuerto Internacional de El Salvador                      | Iberia |
| Guatemala                            |                                                              | |
| Ciudad de Guatemala                  | Aeropuerto Internacional La Aurora                           | Iberia |
| Honduras                             |                                                              | |
| Comayagua                            | Aeropuerto Internacional de Comayagua                        | Iberojet |
| San Pedro Sula                       | Aeropuerto Internacional Ramón Villeda Morales               | Air Europa |
| Panamá                               |                                                              | |
| Panamá                               | Aeropuerto Internacional de Tocumen                          | Air Europa / Iberia |
| Puerto Rico                          |                                                              | |
| San Juan                             | Aeropuerto Internacional Luis Muñoz Marín                    | Iberia |
| República Dominicana                 |                                                              | |
| La Romana                            | Aeropuerto Internacional de La Romana                        | Iberojet (estacional) / World2Fly (estacional) |
| Punta Cana                           | Aeropuerto Internacional de Punta Cana                       | Air Europa / Iberojet / World2Fly |
| Santiago de los Caballeros           | Aeropuerto Internacional del Cibao                           | Air Europa |
| Santo Domingo                        | Aeropuerto Internacional Las Américas                        | Air Europa / Iberia / World2Fly |
| Sudamérica                           |                                                              | |
| Argentina                            |                                                              | |
| Buenos Aires                         | Aeropuerto Internacional Ministro Pistarini                  | Aerolíneas Argentinas / Air Europa / Iberia |
| Córdoba                              | Aeropuerto Internacional Ing. Aeronáutico Ambrosio Taravella | Air Europa |
| Bolivia                              |                                                              | |
| Santa Cruz                           | Aeropuerto Internacional Viru Viru                           | Air Europa / Boliviana de Aviación |
| Cochabamba                           | Aeropuerto Internacional Jorge Wilstermann                   | Boliviana de Aviación |
| Brasil                               |                                                              | |
| Campinas                             | Aeropuerto Internacional de Campinas                         | Azul Linhas Aéreas |
| Fortaleza                            | Aeropuerto Internacional Pinto Martins                       | Iberia (inicia el 16 de febrero de 2026) |
| Recife                               | Aeropuerto Internacional de Recife                           | Azul Linhas Aéreas / Iberia (reinicia 13 de diciembre de 2025)                                                                                           |
| Río de Janeiro                       | Aeropuerto Internacional de Galeão                           | Iberia |
| Salvador de Bahía                    | Aeropuerto Internacional de Salvador                         | Air Europa |
| São Paulo                            | Aeropuerto Internacional de Guarulhos                        | Air Europa / Air China / Iberia / LATAM Brasil |
| Chile                                |                                                              | |
| Santiago de Chile                    | Aeropuerto Internacional Arturo Merino Benítez               | Iberia / LATAM Airlines Chile |
| Colombia                             |                                                              | |
| Bogotá                               | Aeropuerto Internacional El Dorado                           | Air Europa / Avianca / Iberia / Plus Ultra Líneas Aéreas                                                                                                 |
| Cali                                 | Aeropuerto Internacional Alfonso Bonilla Aragón              | Avianca / World2fly |
| Cartagena                            | Aeropuerto Internacional Rafael Núñez                        | Plus Ultra Líneas Aéreas |
| Medellín                             | Aeropuerto Internacional José María Córdova                  | Air Europa / Avianca |
| Ecuador                              |                                                              | |
| Guayaquil                            | Aeropuerto Internacional José Joaquín de Olmedo              | Air Europa / Iberia |
| Quito                                | Aeropuerto Internacional Mariscal Sucre                      | Air Europa / Iberia |
| Paraguay                             |                                                              | |
| Asunción                             | Aeropuerto Internacional Silvio Pettirossi                   | Air Europa |
| Perú                                 |                                                              | |
| Lima                                 | Aeropuerto Internacional Jorge Chávez                        | Air Europa / Iberia / LATAM / Plus Ultra Líneas Aéreas                                                                                                   |
| Uruguay                              |                                                              | |
| Montevideo                           | Aeropuerto Internacional de Carrasco                         | Air Europa / Iberia |
| Venezuela                            |                                                              | |
| Caracas                              | Aeropuerto Internacional de Maiquetía Simón Bolívar          | Aerolíneas Estelar / Air Europa / Iberia / LASER Airlines / Plus Ultra Líneas Aéreas                                                                     |
| Asia                                 |                                                              | |
| Arabia Saudita                       |                                                              | |
| Yeda                                 | Aeropuerto Internacional Rey Abdulaziz                       | Saudia |
| Catar                                |                                                              | |
| Doha                                 | Aeropuerto Internacional Hamad                               | Iberia / Qatar Airways |
| China                                |                                                              | |
| Chengdu                              | Aeropuerto Internacional de Chengdu-Tianfu                   | Sichuan Airlines |
| Chongqing                            | Aeropuerto Internacional de Chongqing-Jiangbei               | Hainan Airlines |
| Hangzhou                             | Aeropuerto Internacional de Hangzhou-Xiaoshan                | Beijing Capital Airlines |
| Pekín                                | Aeropuerto Internacional de Pekín-Daxing                     | Air China |
| Shanghái                             | Aeropuerto Internacional de Shanghái-Pudong                  | China Eastern Airlines |
| Shenzhen                             | Aeropuerto Internacional de Shenzhen-Bao'an                  | Hainan Airlines |
| Wenzhou                              | Aeropuerto Internacional de Wenzhou Longwan                  | China Eastern Airlines |
| Corea del Sur                        |                                                              | |
| Seúl                                 | Aeropuerto Internacional de Incheon                          | Korean Air |
| EAU                                  |                                                              | |
| Abu Dabi                             | Aeropuerto Internacional de Abu Dabi                         | Etihad Airways |
| Dubái                                | Aeropuerto Internacional de Dubái                            | Emirates |
| Georgia                              |                                                              | |
| Kutaisi                              | Aeropuerto de Kopitnari                                      | Wizz Air |
| Hong Kong                            |                                                              | |
| Hong Kong                            | Aeropuerto Internacional de Hong Kong                        | Cathay Pacific |
| Israel                               |                                                              | |
| Tel Aviv                             | Aeropuerto Internacional Ben Gurión                          | Air Europa / El Al / Iberia Express |
| Japón                                |                                                              | |
| Tokio                                | Aeropuerto Internacional de Narita                           | Iberia |
| Jordania                             |                                                              | |
| Amán                                 | Aeropuerto Internacional de la Reina Alia                    | Royal Jordanian / Ryanair |
| Líbano                               |                                                              | |
| Beirut                               | Aeropuerto Internacional Rafic Hariri                        | Middle East Airlines |
| Tailandia                            |                                                              | |
| Bangkok                              | Aeropuerto Internacional Suvarnabhumi                        | Iberojet |
| Turquía                              |                                                              | |
| Ankara                               | Aeropuerto Internacional Esenboğa                            | AJet (inicia el 23 de octubre de 2025) |
| Esmirna                              | Aeropuerto de Esmirna-Adnan Menderes                         | SunExpress (estacional) |
| Estambul                             | Aeropuerto Internacional de Estambul                         | Air Europa / Turkish Airlines |
| Estambul                             | Aeropuerto Internacional Sabiha Gökçen                       | Pegasus Airlines |
| Uzbekistán                           |                                                              | |
| Taskent                              | Aeropuerto Internacional de Taskent                          | Iberojet (chárter estacional) / Uzbekistan Airways / World2Fly (chárter estacional)                                                                      |
| Urgench                              | Aeropuerto Internacional de Urgench                          | Iberojet (chárter estacional) / Uzbekistan Airways / World2Fly (chárter estacional)                                                                      |
| Europa                               |                                                              | |
| Albania                              |                                                              | |
| Tirana                               | Aeropuerto Internacional Madre Teresa                        | Iberia (4stacional) / Wizz Air |
| Alemania                             |                                                              | |
| Berlín                               | Aeropuerto de Berlín-Brandeburgo Willy Brandt                | Iberia Express / Ryanair |
| Düsseldorf                           | Aeropuerto de Düsseldorf                                     | Iberia |
| Fráncfort                            | Aeropuerto de Fráncfort del Meno                             | Air Europa / Air Nostrum / Iberia / Lufthansa |
| Hamburgo                             | Aeropuerto de Hamburgo                                       | Iberia |
| Múnich                               | Aeropuerto de Múnich-Franz Josef Strauss                     | Air Europa / Air Nostrum / Iberia / Lufthansa |
| Austria                              |                                                              | |
| Innsbruck                            | Aeropuerto de Innsbruck                                      | Iberia (estacional) |
| Salzburgo                            | Aeropuerto de Salzburgo                                      | Iberia (estacional) |
| Viena                                | Aeropuerto Internacional de Viena                            | Iberia / Ryanair |
| Bélgica                              |                                                              | |
| Bruselas                             | Aeropuerto de Bruselas                                       | Air Europa / Brussels Airlines / Iberia / Ryanair |
| Charleroi                            | Aeropuerto de Charleroi-Bruselas Sur                         | Ryanair |
| Bulgaria                             |                                                              | |
| Sofía                                | Aeropuerto de Sofía                                          | Bulgaria Air / Ryanair / Wizz Air |
| Croacia                              |                                                              | |
| Dubrovnik                            | Aeropuerto de Dubrovnik                                      | Iberia (estacional) |
| Split                                | Aeropuerto de Split                                          | Iberia (estacional) |
| Zagreb                               | Aeropuerto de Zagreb-Franjo Tuđman                           | Croatia Airlines (estacional) / Iberia (estacional) |
| Dinamarca                            |                                                              | |
| Copenhague                           | Aeropuerto de Copenhague-Kastrup                             | Iberia Express / Norwegian / Ryanair / SAS |
| Eslovenia                            |                                                              | |
| Liubliana                            | Aeropuerto de Liubliana                                      | Iberia (estacional) |
| Finlandia                            |                                                              | |
| Helsinki                             | Aeropuerto de Helsinki-Vantaa                                | Finnair |
| Rovaniemi                            | Aeropuerto de Rovaniemi                                      | Iberia (estacional) |
| Francia                              |                                                              | |
| Beauvais                             | Aeropuerto de Beauvais-Tillé                                 | Ryanair |
| Burdeos                              | Aeropuerto de Burdeos-Mérignac                               | Air Nostrum / Volotea |
| Estrasburgo                          | Aeropuerto de Estrasburgo                                    | Air Nostrum |
| Lyon                                 | Aeropuerto de Lyon-Saint Exupéry                             | Air Nostrum / EasyJet / Volotea |
| Marsella                             | Aeropuerto de Marsella-Provenza                              | Air Nostrum / Ryanair (estacional) |
| Nantes                               | Aeropuerto de Nantes-Atlantique                              | Air Nostrum / EasyJet (inicia el 27 de octubre de 2025) / Volotea                                                                                        |
| Niza                                 | Aeropuerto internacional de Niza-Costa Azul                  | EasyJet / Iberia |
| París                                | Aeropuerto de París-Charles de Gaulle                        | Air France / Iberia |
| París                                | Aeropuerto de París-Orly                                     | Air Europa / Iberia / Transavia |
| Toulouse                             | Aeropuerto de Toulouse-Blagnac                               | Air Nostrum / Volotea (estacional) |
| Grecia                               |                                                              | |
| Atenas                               | Aeropuerto Internacional Eleftherios Venizelos               | Aegean Airlines / Air Europa (estacional) / Iberia / Sky Express (inicia el 24 de octubre de 2025)/ / Volotea / Vueling / World2Fly (Chárter Estacional) |
| Corfú                                | Aeropuerto Internacional de Corfú-Ioannis Kapodistrias       | Iberia (estacional) |
| Miconos                              | Aeropuerto Nacional de Míconos                               | Iberia (estacional) |
| Santorini                            | Aeropuerto Nacional de Santorini (Thira)                     | Iberia (estacional) |
| Hungría                              |                                                              | |
| Budapest                             | Aeropuerto Internacional de Budapest-Ferenc Liszt            | Iberia / Ryanair / Wizz Air |
| Irlanda                              |                                                              | |
| Dublín                               | Aeropuerto de Dublín                                         | Aer Lingus / Iberia Express / Ryanair |
| Shannon                              | Aeropuerto Internacional de Shannon                          | Ryanair (estacional) (inicia el 28 de octubre de 2025)                                                                                                   |
| Islandia                             |                                                              | |
| Reikiavik                            | Aeropuerto Internacional de Keflavík                         | Iberia Express (estacional) / Play |
| Italia                               |                                                              | |
| Alguer                               | Aeropuerto de Alguer-Fertilia                                | Ryanair (estacional) |
| Bari                                 | Aeropuerto de Bari-Karol Wojtyła                             | Ryanair |
| Bérgamo                              | Aeropuerto de Bérgamo-Orio al Serio                          | Ryanair |
| Bolonia                              | Aeropuerto de Bolonia                                        | Air Nostrum / Ryanair |
| Bríndisi                             | Aeropuerto de Bríndisi                                       | Ryanair (estacional) |
| Cagliari                             | Aeropuerto de Cagliari-Elmas                                 | Iberia (estacional) / Ryanair (estacional) |
| Catania                              | Aeropuerto de Catania                                        | Iberia (Estacional) / Ryanair |
| Florencia                            | Aeropuerto de Florencia                                      | Iberia / Vueling |
| Génova                               | Aeropuerto de Génova                                         | Volotea (estacional) |
| Lamezia Terme                        | Aeropuerto Internacional de Lamezia Terme                    | Ryanair |
| Milán                                | Aeropuerto de Milán-Linate                                   | Iberia |
| Milán                                | Aeropuerto de Milán-Malpensa                                 | Air Europa / Iberia / Ryanair / Wizz Air |
| Nápoles                              | Aeropuerto de Nápoles-Capodichino                            | Iberia / Ryanair |
| Olbia                                | Aeropuerto de Olbia-Costa Smeralda                           | Iberia (estacional) / Volotea (estacional) |
| Palermo                              | Aeropuerto de Palermo-Punta Raisi                            | Iberia (estacional) / Ryanair |
| Pisa                                 | Aeropuerto Internacional Galileo Galilei                     | Ryanair |
| Roma                                 | Aeropuerto de Roma-Fiumicino                                 | Air Europa / Iberia / ITA Airways / Ryanair / Wizz Air                                                                                                   |
| Turín                                | Aeropuerto de Turín-Caselle                                  | Air Nostrum / Ryanair |
| Venecia                              | Aeropuerto Internacional Marco Polo                          | Air Europa / Iberia / Ryanair / Wizz Air |
| Verona                               | Aeropuerto de Verona-Villafranca                             | Ryanair / Volotea (Estacional) |
| Letonia                              |                                                              | |
| Riga                                 | Aeropuerto Internacional de Riga                             | AirBaltic |
| Lituania                             |                                                              | |
| Kaunas                               | Aeropuerto de Kaunas                                         | Ryanair |
| Luxemburgo                           |                                                              | |
| Luxemburgo                           | Aeropuerto de Luxemburgo                                     | Luxair / Ryanair |
| Macedonia del Norte                  |                                                              | |
| Skopie                               | Aeropuerto de Skopie                                         | Wizz Air (inicia el 28 de octubre de 2025) |
| Malta                                |                                                              | |
| La Valeta                            | Aeropuerto Internacional de Malta                            | KM Malta Airlines / Ryanair |
| Noruega                              |                                                              | |
| Oslo                                 | Aeropuerto de Oslo-Gardermoen                                | Iberia / Norse Atlantic Airways |
| Tromsø                               | Aeropuerto de Tromsø-Langnes                                 | Iberia (estacional) |
| Países Bajos                         |                                                              | |
| Ámsterdam                            | Aeropuerto de Ámsterdam-Schiphol                             | Air Europa / Iberia Express / KLM |
| Eindhoven                            | Aeropuerto de Eindhoven                                      | Ryanair |
| Polonia                              |                                                              | |
| Breslavia                            | Aeropuerto de Breslavia-Copérnico                            | Wizz Air |
| Cracovia                             | Aeropuerto de Cracovia-Juan Pablo II                         | Ryanair |
| Gdansk                               | Aeropuerto de Gdańsk-Lech Wałęsa                             | Wizz Air (inicia el 28 de octubre de 2025) |
| Katowice                             | Aeropuerto Internacional de Katowice                         | Wizz Air |
| Varsovia                             | Aeropuerto de Varsovia-Chopin                                | LOT Polish Airlines / Wizz Air |
| Varsovia                             | Aeropuerto de Varsovia-Modlin                                | Ryanair |
| Portugal                             |                                                              | |
| Faro                                 | Aeropuerto de Faro                                           | Iberia Express (estacional) / Iberia (estacional) / Ryanair (estacional)                                                                                 |
| Lisboa                               | Aeropuerto Humberto Delgado                                  | Air Europa / EasyJet / Iberia / Ryanair / TAP Air Portugal                                                                                               |
| Madeira                              | Aeropuerto de Madeira                                        | Iberia (estacional) |
| Oporto                               | Aeropuerto Francisco Sá Carneiro                             | Air Europa / Iberia / Ryanair |
| Ponta Delgada                        | Aeropuerto Juan Pablo II                                     | Iberia (estacional) |
| Reino Unido                          |                                                              | |
| Birmingham                           | Aeropuerto de Birmingham                                     | Ryanair |
| Brístol                              | Aeropuerto de Brístol                                        | EasyJet / Ryanair |
| Edimburgo                            | Aeropuerto de Edimburgo                                      | EasyJet / Iberia Express (estacional) / Ryanair |
| Liverpool                            | Aeropuerto de Liverpool-John Lennon                          | Ryanair |
| Londres                              | Aeropuerto de la Ciudad de Londres                           | British Airways (reinicia el 1 de diciembre de 2025) |
| Londres                              | Aeropuerto de Londres-Gatwick                                | Air Europa / EasyJet / Iberia Express |
| Londres                              | Aeropuerto de Londres-Heathrow                               | British Airways / Iberia |
| Londres                              | Aeropuerto de Londres-Luton                                  | EasyJet / Wizz Air (inicia el 29 de marzo de 2026) |
| Londres                              | Aeropuerto de Londres-Stansted                               | Ryanair |
| Mánchester                           | Aeropuerto de Mánchester                                     | EasyJet / Iberia Express / Ryanair |
| República Checa                      |                                                              | |
| Praga                                | Aeropuerto de Praga-Václav Havel                             | Iberia / Ryanair / Smartwings |
| Rumania                              |                                                              | |
| Bacău                                | Aeropuerto Internacional de George Enescu                    | Dan Air (estacional) |
| Brașov                               | Aeropuerto Internacional de Brașov-Ghimbav                   | Fly Lili |
| Bucarest                             | Aeropuerto Internacional de Bucarest-Henri Coandă            | Ryanair / TAROM / Wizz Air |
| Bucarest                             | Aeropuerto de Bucarest-Băneasa                               | Wizz Air |
| Cluj-Napoca                          | Aeropuerto Internacional de Cluj-Avram Iancu                 | Wizz Air |
| Craiova                              | Aeropuerto de Craiova                                        | Wizz Air |
| Iași                                 | Aeropuerto Internacional de Iași                             | Wizz Air |
| Sibiu                                | Aeropuerto Internacional de Sibiu                            | Wizz Air |
| Timișoara                            | Aeropuerto Internacional de Timişoara-Traian Vuia            | Wizz Air |
| Serbia                               |                                                              | |
| Belgrado                             | Aeropuerto de Belgrado-Nikola Tesla                          | Air Serbia |
| Suecia                               |                                                              | |
| Estocolmo                            | Aeropuerto de Estocolmo-Arlanda                              | Iberia |
| Suiza                                |                                                              | |
| Basilea                              | Aeropuerto de Basilea-Mulhouse-Friburgo                      | EasyJet |
| Ginebra                              | Aeropuerto de Ginebra                                        | EasyJet / Iberia |
| Zúrich                               | Aeropuerto Internacional de Zúrich                           | Air Europa / Iberia / SWISS |

### Carga
| Aerolíneas          | Destinos                                                    |
| ------------------- | ----------------------------------------------------------- |
| Air Canada Cargo    | Toronto–Pearson                                             |
| Air China Cargo     | Hangzhou, Shanghái–Pudong                                   |
| Cygnus Air          | Gran Canaria, Tenerife–Norte                                |
| Emirates SkyCargo   | Dubái–Al Maktoum                                            |
| Etihad Airways      | Abu Dabi                                                    |
| FedEx Feeder        | París–Charles de Gaulle                                     |
| Lufthansa Cargo     | Casablanca, Fráncfort                                       |
| MyFreighter         | Taskent                                                     |
| Qatar Airways Cargo | Doha                                                        |
| Swiftair            | Casablanca, Gran Canaria, Palma de Mallorca, Tenerife–Norte |
| Turkish Cargo       | Estambul, Houston–Intercontinental, Miami                   |

## Estadísticas

### Tráfico anual

Expansión del Metro hasta 2026

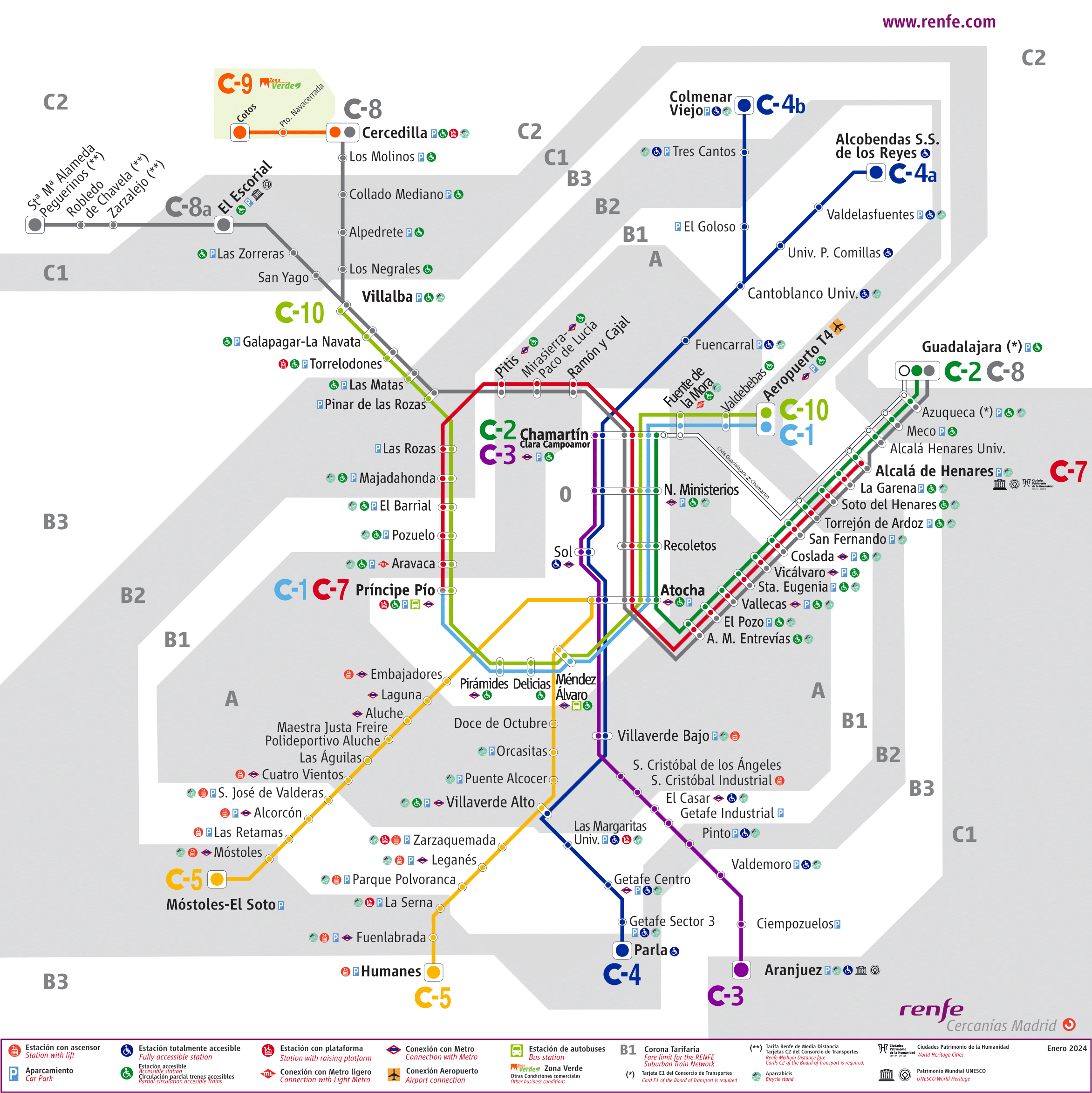
Plano de Cercanías Madrid 2024

Se aprecia en los últimos años un incremento considerable en el número de pasajeros de vuelos internacionales, permaneciendo esa cifra estable de 2007 a 2009 e incrementándose nuevamente en 2010 y 2011 con incrementos porcentuales de un 6,1 % y un 4,6 %, respectivamente. Sin embargo, desde 2007 se ha reducido el número de viajeros de trayectos nacionales, coincidiendo con la progresiva puesta en servicio de líneas ferroviarias de alta velocidad (LAV) a Málaga, Barcelona, Valencia y Alicante. En 2010 el número de viajeros nacionales descendió un 1,4 % y en 2011 se redujo de nuevo en un 9 %.
La cifra más alta de pasajeros en un mes en el Aeropuerto de Barajas se registró en julio de 2007, con 5 011 924 pasajeros (2 145 349 en trayectos nacionales y 2 866 575 en trayectos internacionales). Enero y febrero suelen ser los meses con un menor número de viajeros, con 3 412 101 pasajeros en enero de 2010 y 3 107 963 en enero de 2009.
| Ejercicio | Total pasajeros | Tray. nacionales | Tray. internacionales |
| --------- | --------------- | ---------------- | --------------------- |
| 2023      | 60 173 450      | 16 373 482       | 43 799 968            |
| 2022      | 50 603 652      | 14 359 213       | 36 231 191            |
| 2021      | 24 135 039      | 8 773 343        | 15 337 621            |
| 2020      | 17 112 389      | 6 006 632        | 11 052 005            |
| 2019      | 61 734 037      | 16 715 873       | 44 919 124            |
| 2018      | 57 891 340      |                  |                       |
| 2017      | 53 402 506      | 14 868 354       | 38 534 152            |
| 2016      | 50 354 370      | 14 279 682       | 36 074 688            |
| 2015      | 46 828 279      | 12 985 428       | 33 842 851            |
| 2014      | 41 763 897      | 12 145 696       | 29 618 201            |
| 2013      | 39 661 478      | 11 952 232       | 27 709 246            |
| 2012      | 45 102 128      | 14 486 737       | 30 615 391            |
| 2011      | 49 542 117      | 17 095 150       | 32 446 967            |
| 2010      | 49 632 904      | 18 702 156       | 30 930 748            |
| 2009      | 47 950 995      | 18 884 879       | 29 066 116            |
| 2008      | 50 501 156      | 20 714 149       | 29 787 007            |
| 2007      | 52 789 619      | 22 767 156       | 29 022 463            |
| 2006      | 45 158 242      | 20 589 801       | 24 568 441            |
| 2005      | 41 560 552      | 19 567 545       | 21 993 007            |
| 2004      | 38 121 423      | 18 168 317       | 19 953 106            |
| 2003      | 35 359 101      | 17 218 633       | 18 140 468            |
| 2002      | 33 677 304      | 16 437 685       | 17 239 619            |

### Estadísticas de tráfico
| Puesto | Ciudad            | Pasajeros | Cambio 2023 / 24 |
| ------ | ----------------- | --------- | ---------------- |
| 1      | Palma de Mallorca | 2 207 266 | 8.3 %            |
| 2      | Barcelona         | 2 036 313 | 5.3 %            |
| 3      | Gran Canaria      | 1 972 481 | 22.7 %           |
| 4      | Tenerife (Norte)  | 1 789 495 | 24.2 %           |
| 5      | Ibiza             | 961 421   | 2.7 %            |
| 6      | Bilbao            | 808 642   | 3.9 %            |
| 7      | La Coruña         | 777.692   | 3.0 %            |
| 8      | Málaga            | 697 788   | 4.2 %            |
| 9      | Vigo              | 687 178   | 4.9 %            |
| 10     | Lanzarote         | 645 882   | 1.5 %            |

| Puesto | Ciudad                             | Pasajeros | Cambio 2023 / 24 |
| ------ | ---------------------------------- | --------- | ---------------- |
| 1      | Roma, Italia                       | 1 981 314 | 12.9 %           |
| 2      | Lisboa, Portugal                   | 1 906 970 | 2.6 %            |
| 3      | París, Francia (Orly)              | 1 586 106 | 0.6 %            |
| 4      | Londres, Reino Unido (Heathrow)    | 1 550 381 | 5.3 %            |
| 5      | Ámsterdam, Países Bajos            | 1 230 020 | 14.3 %           |
| 6      | París, Francia (Charles de Gaulle) | 1 058 483 | 18.9 %           |
| 7      | Oporto, Portugal                   | 1 042 649 | 3.6 %            |
| 8      | Bruselas, Bélgica                  | 1 014 358 | 0.9 %            |
| 9      | Milán, Italia (Malpensa)           | 957 746   | 32.5 %           |
| 10     | Fráncfort, Alemania                | 909 869   | 4.5 %            |

| Puesto | Ciudad                              | Pasajeros | Cambio 2023 / 24 |
| ------ | ----------------------------------- | --------- | ---------------- |
| 1      | Bogotá, Colombia                    | 1 609 788 | 19.9 %           |
| 2      | Ciudad de México, México            | 1 156 312 | 12.1 %           |
| 3      | Buenos Aires, Argentina             | 1 077 881 | 17.3 %           |
| 4      | Lima, Perú                          | 985 569   | 18.0 %           |
| 5      | São Paulo, Brasil                   | 859 203   | 27.3 %           |
| 6      | Nueva York, Estados Unidos          | 839 723   | 0.8 %            |
| 7      | Miami, Estados Unidos               | 787 947   | 3.9 %            |
| 8      | Santiago, Chile                     | 654 207   | 33.4 %           |
| 9      | Doha, Catar                         | 617 069   | 14.3 %           |
| 10     | Santo Domingo, República Dominicana | 527 931   | 4.3 %            |

## Accidentes e incidentes
- El 30 de septiembre de 1972, el Douglas C-47 de la compañía Spantax con matrícula EC-AQE se estrelló durante el despegue, durante un vuelo de entrenamiento. Murió 1 de los 6 ocupantes del avión.[100]
- El 27 de noviembre de 1983, el Boeing 747-200 de la compañía Avianca con matrícula HK-2910, que operaba el vuelo AV 011 procedente de París,[101] se estrelló en Mejorada del Campo durante las maniobras de aproximación para aterrizar en el aeropuerto. El avión chocó contra una colina y quedó partido en 5 trozos. Solo 11 de los 169 pasajeros sobrevivieron, y no hubo supervivientes entre los 23 tripulantes.[102]

- El 7 de diciembre de 1983 el Boeing 727 con matrícula EC-CFJ que operaba el vuelo IB 350 de Iberia con destino Roma-Fiumicino colisionó durante el despegue con un Douglas DC-9 con matrícula EC-CGS de Aviaco que operaba el vuelo AO 134 con destino Santander. El DC-9 de Aviaco había entrado por equivocación en la pista mientras el vuelo de Iberia estaba despegando. En el vuelo de Iberia viajaban 93 personas de las que 51 fallecieron. No hubo supervivientes entre las 42 personas del avión de Aviaco.

- El 20 de agosto de 2008 a las 14:25 h, el vuelo JK 5022 de Spanair (operado por un McDonnel Douglas MD-82) con destino Gran Canaria tuvo un accidente realizando la maniobra de despegue. La aeronave iba casi llena, con 166 pasajeros y 6 tripulantes a bordo. De hecho, solo 11 asientos de los 175 que constituían la configuración total del avión, bautizado Sunbreeze,[103] quedaron vacíos.[104] Hubo 154 fallecidos y 18 supervivientes, todos ellos heridos.

- El 3 de febrero de 2020 a las 14:57 despegó el vuelo 837 de Air Canada con destino el Aeropuerto Internacional Toronto Pearson. Diez minutos después del despegue, el piloto del Boeing 767-300ER informó que había un problema con el tren de aterrizaje y que debían efectuar un aterrizaje de emergencia. Para hacerlo con seguridad, debían dar vueltas alrededor del aeropuerto quemando combustible. A las 17:00 horas de ese mismo día, despega un F-18 desde la Base Aérea de Torrejón para comprobar el estado del Boeing 767-300ER. Tras 5 horas del despegue, a las 19:10 horas, se efectúa el aterrizaje de emergencia de forma segura. Más tarde, se confirmó la existencia de un neumático roto.

## Aeropuertos cercanos
Los aeropuertos más cercanos son:
- Aeropuerto de Salamanca (172 km)
- Aeropuerto de Valladolid (174 km)
- Aeropuerto de Ciudad Real (183 km)
- Aeropuerto de Burgos (209 km)
- Aeropuerto de Albacete (223 km)